# Mlječika
Mlječika (lat. Euphorbia), veliki biljni rod s preko 2000 vrsta jednogodišnjeg i dvogodišnjeg raslinja, trajnica, grmova i drveća iz porodice Euphorbiaceae. Rod je raširen po svim kontinentima, a u Hrvatskoj raste pedesetak vrsta i podvrsta.
Tipična je E. antiquorum L. Neke od vrsta u Hrvatskoj su bademasta mlječika (E. amygdaloides), šibasta mlječika (Euphorbia virgata), pjegava mlječika (E. maculata) i druge.
Ime roda dolazi po grčkom liječniku Euforbiju (grč. Ευφορβος, Euphorbos), osobnom liječniku kralja Mauritanije Juba II (52. pr. Kr. – 23.).

## Vrste
Vrste u Hrvatskoj navedene su pod hrvatskim nazivima (ako postoje) u popisu uz latinski naziv.
1. Euphorbia aaron-rossii A.H.Holmgren & N.H.Holmgren
2. Euphorbia abdelkuri Balf.f.
3. Euphorbia abdita (D.G.Burch) Radcl.-Sm.
4. Euphorbia abdulghafooriana Abedin
5. Euphorbia abramsiana L.C.Wheeler
6. Euphorbia abyssinica J.F.Gmel.
7. Euphorbia acalyphoides Hochst. ex Boiss.
8. Euphorbia acanthoclada Pahlevani
9. Euphorbia acanthodes Akhani
10. Euphorbia acanthothamnos Heldr. & Sart. ex Boiss.
11. Euphorbia accedens Halford & W.K.Harris
12. Euphorbia acerensis Boiss.
13. Euphorbia acervata S.Carter
14. Euphorbia actinoclada S.Carter
15. Euphorbia aculeata Forssk.
16. Euphorbia acuta Engelm.
17. Euphorbia addoensis Marx & van Veldh.
18. Euphorbia adenensis Deflers
19. Euphorbia adenochila S.Carter
20. Euphorbia adenochlora C.Morren & Decne.
21. Euphorbia adenoplicata O.L.M.Silva & Cordeiro
22. Euphorbia adenopoda Baill.
23. Euphorbia adenoptera Bertol.
24. Euphorbia adiantoides Lam.
25. Euphorbia adjurana P.R.O.Bally & S.Carter
26. Euphorbia adriatica Stojilk., Záveská & Frajman (nema hr. naziva)
27. Euphorbia aequoris N.E.Br.
28. Euphorbia aeruginosa Schweick.
29. Euphorbia aggregata A.Berger
30. Euphorbia agowensis Hochst. ex Boiss.
31. Euphorbia agraria M.Bieb., poljska mlječika
32. Euphorbia akenocarpa Guss.
33. Euphorbia akmanii I.Genç & Kültür
34. Euphorbia alaica (Prokh.) Prokh.
35. Euphorbia alainii Oudejans
36. Euphorbia alata Hook.
37. Euphorbia alatavica Boiss.
38. Euphorbia alatocaulis V.W.Steinm. & Felger
39. Euphorbia albanica N.E.Br.
40. Euphorbia albertensis N.E.Br.
41. Euphorbia albipollinifera L.C.Leach
42. Euphorbia albomarginata Torr. & A.Gray
43. Euphorbia albrechtii Halford & W.K.Harris
44. Euphorbia alcicornis Baker
45. Euphorbia aleppica L., alepska mlječika
46. Euphorbia alfredii Rauh
47. Euphorbia allocarpa S.Carter
48. Euphorbia alluaudii Drake
49. Euphorbia alpina Ledeb.
50. Euphorbia alsinifolia Boiss.
51. Euphorbia alsinoides Miq.
52. Euphorbia alta Norton
53. Euphorbia altaica Ledeb.
54. Euphorbia altissima Boiss.
55. Euphorbia altotibetica Paulsen
56. Euphorbia amandi Oudejans
57. Euphorbia ambacensis N.E.Br.
58. Euphorbia ambarivatoensis Rauh & Bard.-Vauc.
59. Euphorbia ambatomenahensis Rebmann
60. Euphorbia ambonaivoensis Rebmann
61. Euphorbia ambovombensis Rauh & Razaf.
62. Euphorbia ambroseae L.C.Leach
63. Euphorbia amicorum S.Carter
64. Euphorbia ammak Schweinf.
65. Euphorbia ammatotricha Boiss.
66. Euphorbia ammophila S.Carter & Dioli
67. Euphorbia amplexicaulis Hook.f.
68. Euphorbia ampliphylla Pax
69. Euphorbia amygdaloides L., bademasta mlječika
70. Euphorbia anacampseros Boiss.
71. Euphorbia anachoreta Svent.
72. Euphorbia analalavensis Leandri
73. Euphorbia analamerae Leandri
74. Euphorbia analavelonensis Rauh & Mangelsdorff
75. Euphorbia andrachnoides Schrenk
76. Euphorbia angrae N.E.Br.
77. Euphorbia angularis Klotzsch
78. Euphorbia angulata Jacq., uglasta mlječika
79. Euphorbia angusta Engelm.
80. Euphorbia ×angustata (Rochel) Simonk.
81. Euphorbia angustiflora Pax
82. Euphorbia ×angustifrons Borbás
83. Euphorbia anisopetala (Prokh.) Prokh.
84. Euphorbia ankaranae Leandri
85. Euphorbia ankazobensis Rauh & Hofstätter
86. Euphorbia annamarieae Rauh
87. Euphorbia anthonyi Brandegee
88. Euphorbia antilibanotica Mouterde
89. Euphorbia antiquorum L.
90. Euphorbia antisyphilitica Zucc.
91. Euphorbia antonii Oudejans
92. Euphorbia antso Denis
93. Euphorbia anychioides Boiss.
94. Euphorbia apatzingana McVaugh
95. Euphorbia aphylla Brouss. ex Willd.
96. Euphorbia apicata L.C.Wheeler
97. Euphorbia apios L.
98. Euphorbia apocynoides Klotzsch
99. Euphorbia appariciana Rizzini
100. Euphorbia appendiculata P.R.O.Bally & S.Carter
101. Euphorbia applanata Thulin & Al-Gifri
102. Euphorbia aprica Baill.
103. Euphorbia apurimacensis Croizat
104. Euphorbia arabica Hochst. & Steud. ex T.Anderson
105. Euphorbia arabicoides N.E.Br.
106. Euphorbia arahaka Poiss.
107. Euphorbia araucana Phil.
108. Euphorbia arbuscula Balf.f.
109. Euphorbia arceuthobioides Boiss.
110. Euphorbia ardonensis Galushko
111. Euphorbia arenaria Kunth
112. Euphorbia arenarioides Gagnep.
113. Euphorbia argillosa Chodat & Hassl.
114. Euphorbia arguta Banks & Sol.
115. Euphorbia arida N.E.Br.
116. Euphorbia ariensis Kunth
117. Euphorbia aristata Schmalh.
118. Euphorbia arizonica Engelm.
119. Euphorbia armourii Millsp.
120. Euphorbia armstrongiana Boiss.
121. Euphorbia arnottiana Endl.
122. Euphorbia arrecta N.E.Br.
123. Euphorbia arteagae W.R.Buck & Huft
124. Euphorbia articulata Aubl.
125. Euphorbia arvalis Boiss. & Heldr.
126. Euphorbia asclepiadea Milne-Redh.
127. Euphorbia aserbajdzhanica Bordz.
128. Euphorbia asthenacantha S.Carter
129. Euphorbia astrachanica C.A.Mey. ex Trautv.
130. Euphorbia astyla Engelm. ex Boiss.
131. Euphorbia atoto G.Forst.
132. Euphorbia atrocarmesina L.C.Leach
133. Euphorbia atrococca A.Heller
134. Euphorbia atroflora S.Carter
135. Euphorbia atropurpurea Brouss. ex Willd.
136. Euphorbia atrox F.K.Horw. ex S.Carter
137. Euphorbia attastoma Rizzini
138. Euphorbia aucheri Boiss.
139. Euphorbia audissoui Marx
140. Euphorbia aulacosperma Boiss.
141. Euphorbia aureoviridiflora (Rauh) Rauh
142. Euphorbia australis Boiss.
143. Euphorbia austriaca A.Kern.
144. Euphorbia austro-occidentalis Thell.
145. Euphorbia austroanatolica Hub.-Mor. & M.S.Khan
146. Euphorbia austroiranica Pahlevani
147. Euphorbia austrotexana Mayfield
148. Euphorbia avasmontana Dinter
149. Euphorbia awashensis M.G.Gilbert
150. Euphorbia azorica Hochst.
151. Euphorbia baga A.Chev.
152. Euphorbia bagyrensis Stepanov
153. Euphorbia bahiensis (Klotzsch & Garcke) Boiss.
154. Euphorbia baioensis S.Carter
155. Euphorbia balakrishnanii Binojk. & Gopalan
156. Euphorbia balbisii Boiss.
157. Euphorbia baleensis M.G.Gilbert
158. Euphorbia ×balfourii Sennen
159. Euphorbia baliola N.E.Br.
160. Euphorbia ballyana Rauh
161. Euphorbia ballyi S.Carter
162. Euphorbia balsamifera Aiton
163. Euphorbia banae Rauh
164. Euphorbia baradii S.Carter
165. Euphorbia barbicollis P.R.O.Bally
166. Euphorbia bariensis S.Carter
167. Euphorbia barnardii A.C.White, R.A.Dyer & B.Sloane
168. Euphorbia barnesii (Millsp.) Oudejans
169. Euphorbia barrelieri Savi, Barelierova mlječika
170. Euphorbia bartolomei Greene
171. Euphorbia basarabica Prodan
172. Euphorbia basargica Prodan
173. Euphorbia baueri Engelm. ex Boiss.
174. Euphorbia baxanica Galushko
175. Euphorbia baylissii L.C.Leach
176. Euphorbia ×bazargica Prodan
177. Euphorbia beamanii M.C.Johnst.
178. Euphorbia beckii V.W.Steinm.
179. Euphorbia beharensis Leandri
180. Euphorbia beillei A.Chev.
181. Euphorbia belagaviensis Sarojin. & Raja Kullayisw.
182. Euphorbia belgheisi Pahlevani
183. Euphorbia belgradica Forssk.
184. Euphorbia bemarahaensis Rauh & Mangelsdorff
185. Euphorbia benthamii Hiern
186. Euphorbia berevoensis Lawant & Buddens.
187. Euphorbia bergeri N.E.Br.
188. Euphorbia berorohae Rauh & Hofstätter
189. Euphorbia berotica N.E.Br.
190. Euphorbia bertemariae Bisseret & Dioli
191. Euphorbia berteroana Balb. ex Spreng.
192. Euphorbia berthelotii Bolle ex Boiss.
193. Euphorbia berythea Boiss. & C.I.Blanche
194. Euphorbia besseri (Klotzsch & Garcke) Boiss.
195. Euphorbia betacea Baill.
196. Euphorbia betulicortex M.G.Gilbert
197. Euphorbia beuginii Rebmann
198. Euphorbia bevilaniensis Croizat
199. Euphorbia biaculeata Denis
200. Euphorbia bianoensis (Malaisse & Lecron) Bruyns
201. Euphorbia bicolor Engelm. & A.Gray
202. Euphorbia biconvexa Domin
203. Euphorbia bifida Hook. & Arn.
204. Euphorbia bifurcata Engelm.
205. Euphorbia biharamulensis S.Carter
206. Euphorbia bilobata Engelm.
207. Euphorbia bindloensis (A.Stewart) Ya Yang
208. Euphorbia biselegans Bruyns
209. Euphorbia bisellenbeckii Bruyns
210. Euphorbia bisglobosa Bruyns
211. Euphorbia bitataensis M.G.Gilbert
212. Euphorbia biumbellata Poir.
213. Euphorbia bivonae Steud.
214. Euphorbia blatteri Oudejans
215. Euphorbia blepharophylla Ledeb.
216. Euphorbia blodgettii Engelm. ex Hitchc.
217. Euphorbia bodenghieniae (Malaisse & Lecron) Bruyns
218. Euphorbia boerhaavioides Rusby
219. Euphorbia boetica Boiss.
220. Euphorbia boinensis Denis ex Humbert & Leandri
221. Euphorbia boissieri Baill.
222. Euphorbia boiteaui Leandri
223. Euphorbia boivinii Boiss.
224. Euphorbia bokorensis H.Toyama & Tagane
225. Euphorbia bolusii N.E.Br.
226. Euphorbia bombensis Jacq.
227. Euphorbia bongensis Kotschy & Peyr. ex Boiss.
228. Euphorbia bongolavensis Rauh
229. Euphorbia boophthona C.A.Gardner
230. Euphorbia borbonica Boiss.
231. Euphorbia borealis Baikov
232. Euphorbia borenensis M.G.Gilbert
233. Euphorbia boreobaluchestanica Pahlevani
234. Euphorbia bosseri Leandri
235. Euphorbia ×bothae Lotsy & Goddijn
236. Euphorbia bottae Boiss.
237. Euphorbia bougheyi L.C.Leach
238. Euphorbia bourgeana J.Gay ex Boiss.
239. Euphorbia brachiata (E.Mey. ex Klotzsch & Garcke) Boiss.
240. Euphorbia brachycera Engelm.
241. Euphorbia brachyphylla Denis
242. Euphorbia bracteata Jacq.
243. Euphorbia brakdamensis N.E.Br.
244. Euphorbia brandegeei Millsp.
245. Euphorbia brassii P.I.Forst.
246. Euphorbia braunsii N.E.Br.
247. Euphorbia bravoana Svent.
248. Euphorbia breedlovei V.W.Steinm. & P.Carrillo
249. Euphorbia breviarticulata Pax
250. Euphorbia brevicornu Pax
251. Euphorbia brevirama N.E.Br.
252. Euphorbia brevis N.E.Br.
253. Euphorbia brevitorta P.R.O.Bally
254. Euphorbia briquetii Emb. & Maire
255. Euphorbia brownii Baill.
256. Euphorbia brunellii Chiov.
257. Euphorbia bruntii (Proctor) Oudejans
258. Euphorbia bruynsii L.C.Leach
259. Euphorbia bubalina Boiss.
260. Euphorbia buchtormensis Ledeb.
261. Euphorbia ×budensis T.Simon
262. Euphorbia buhsei Boiss.
263. Euphorbia bulbispina Rauh & Razaf.
264. Euphorbia bungei Boiss.
265. Euphorbia bupleurifolia Jacq.
266. Euphorbia bupleuroides Desf.
267. Euphorbia burchellii Müll.Arg.
268. Euphorbia burgeri M.G.Gilbert
269. Euphorbia burkartii Bacigalupo
270. Euphorbia burmanica Hook.f.
271. Euphorbia burmanni (Klotzsch & Garcke) E.Mey. ex Boiss.
272. Euphorbia buruana Pax
273. Euphorbia buschiana Grossh.
274. Euphorbia bussei Pax
275. Euphorbia buxoides Radcl.-Sm.
276. Euphorbia bwambensis S.Carter
277. Euphorbia cactus Ehrenb. ex Boiss.
278. Euphorbia caducifolia Haines
279. Euphorbia caeladenia Boiss.
280. Euphorbia caerulescens Haw.
281. Euphorbia caesia Kar. & Kir.
282. Euphorbia calamiformis P.R.O.Bally & S.Carter
283. Euphorbia calcarata (Schltdl.) V.W.Steinm.
284. Euphorbia calcicola Fernald
285. Euphorbia calderoniae V.W.Steinm.
286. Euphorbia californica Benth.
287. Euphorbia caloderma S.Carter
288. Euphorbia calyculata Kunth
289. Euphorbia calyptrata Coss. & Kralik
290. Euphorbia camagueyensis (Millsp.) Urb.
291. Euphorbia cameronii N.E.Br.
292. Euphorbia canariensis L.
293. Euphorbia candelabrum Welw.
294. Euphorbia cannellii L.C.Leach
295. Euphorbia canuti Parl.
296. Euphorbia cap-saintemariensis Rauh
297. Euphorbia capansa Ducke
298. Euphorbia caperata McVaugh
299. Euphorbia caperonioides R.A.Dyer & P.G.Mey.
300. Euphorbia capillaris Gagnep.
301. Euphorbia capitellata Engelm.
302. Euphorbia capitulata Rchb., glavičasta mlječika
303. Euphorbia capmanambatoensis Rauh
304. Euphorbia capuronii Ursch & Leandri
305. Euphorbia caput-aureum Denis
306. Euphorbia caput-medusae L.
307. Euphorbia careyi F.Muell.
308. Euphorbia carinifolia N.E.Br.
309. Euphorbia carinulata P.R.O.Bally & S.Carter
310. Euphorbia carissoides F.M.Bailey
311. Euphorbia carniolica Jacq., kranjska mlječika
312. Euphorbia carpatica Wol.
313. Euphorbia carteriana P.R.O.Bally
314. Euphorbia carunculata Waterf.
315. Euphorbia carunculifera L.C.Leach
316. Euphorbia cashmeriana Royle
317. Euphorbia cassia Boiss.
318. Euphorbia cassythoides Boiss.
319. Euphorbia catamarcensis (Croizat) Subils
320. Euphorbia cataractarum S.Carter
321. Euphorbia catenata (S.Carter) Bruyns
322. Euphorbia caterviflora N.E.Br.
323. Euphorbia cattimandoo Elliot ex Wight
324. Euphorbia caudiculosa Boiss.
325. Euphorbia cayensis Millsp.
326. Euphorbia celastroides Boiss.
327. Euphorbia celata R.A.Dyer
328. Euphorbia celerieri (Emb.) Emb. ex Vindt
329. Euphorbia centralis B.G.Thomson
330. Euphorbia centunculoides Kunth
331. Euphorbia ceratocarpa Ten.
332. Euphorbia cereiformis L.
333. Euphorbia ceroderma I.M.Johnst.
334. Euphorbia cerralvensis Maya-Lastra & V.W.Steinm.
335. Euphorbia cervicornu Baill.
336. Euphorbia cespitosa Lam.
337. Euphorbia chaborasia Gomb.
338. Euphorbia chaculana Donn.Sm.
339. Euphorbia chaetocalyx (Boiss.) Tidestr.
340. Euphorbia chamaecaula Weath.
341. Euphorbia chamaeclada Ule
342. Euphorbia chamaepeplus Boiss. & Gaill.
343. Euphorbia chamaerrhodos Boiss.
344. Euphorbia chamaesula Boiss.
345. Euphorbia chamaesyce L., patuljasta mlječika
346. Euphorbia chamaesycoides B.Nord.
347. Euphorbia chamanbidensis Nasseh
348. Euphorbia chamissonis (Klotzsch & Garcke) Boiss.
349. Euphorbia chapmanii Oudejans
350. Euphorbia characias L., jetka mlječika
351. Euphorbia charleswilsoniana V.Vlk
352. Euphorbia cheiradenia Boiss. & Hohen.
353. Euphorbia cheirolepis Fisch. & C.A.Mey. ex Karelin
354. Euphorbia chenopodiifolia Boiss.
355. Euphorbia chersina N.E.Br.
356. Euphorbia chersonesa Huft
357. Euphorbia chevalieri (N.E.Br.) Bruyns
358. Euphorbia chiapensis Brandegee
359. Euphorbia chiogenes (Small) Oudejans
360. Euphorbia chiribensis V.W.Steinm. & Felger
361. Euphorbia chrysophylla (Klotzsch & Garcke) Klotzsch ex Boiss.
362. Euphorbia cibdela N.E.Br.
363. Euphorbia cinerascens Engelm.
364. Euphorbia cinerea W.Fitzg.
365. Euphorbia citrina S.Carter
366. Euphorbia clandestina Jacq.
367. Euphorbia clarae (Malaisse & Lecron) Bruyns
368. Euphorbia clarkeana Hook.f.
369. Euphorbia classenii P.R.O.Bally & S.Carter
370. Euphorbia clava Jacq.
371. Euphorbia clavarioides Boiss.
372. Euphorbia clavidigitata Gage
373. Euphorbia clavigera N.E.Br.
374. Euphorbia claytonioides Pax
375. Euphorbia clementei Boiss.
376. Euphorbia clivicola R.A.Dyer
377. Euphorbia clusiifolia Hook. & Arn.
378. Euphorbia coalcomanensis (Croizat) V.W.Steinm.
379. Euphorbia coccinea B.Heyne ex Roth
380. Euphorbia coerulans Pax
381. Euphorbia coghlanii F.M.Bailey
382. Euphorbia collenetteae Al-Zahrani & El-Karemy
383. Euphorbia colletioides Benth.
384. Euphorbia colliculina A.C.White, R.A.Dyer & B.Sloane
385. Euphorbia colligata V.W.Steinm.
386. Euphorbia collina Phil.
387. Euphorbia colorata Engelm.
388. Euphorbia colubrina P.R.O.Bally & S.Carter
389. Euphorbia columnaris P.R.O.Bally
390. Euphorbia commersonii Baill.
391. Euphorbia commutata Engelm. ex A.Gray
392. Euphorbia comosa Vell.
393. Euphorbia complanata Warb.
394. Euphorbia compressa Boiss.
395. Euphorbia concanensis Janarth. & S.R.Yadav
396. Euphorbia condylocarpa M.Bieb.
397. Euphorbia conferta (Small) B.E.Sm.
398. Euphorbia confinalis R.A.Dyer
399. Euphorbia confluens Nel
400. Euphorbia congestiflora L.C.Leach
401. Euphorbia coniosperma Boiss. & Buhse
402. Euphorbia connata Boiss.
403. Euphorbia consanguinea Schrenk
404. Euphorbia consoquitlae Brandegee
405. Euphorbia contorta L.C.Leach
406. Euphorbia convolvuloides Hochst. ex Benth.
407. Euphorbia conzattii V.W.Steinm.
408. Euphorbia cooperi N.E.Br. ex A.Berger
409. Euphorbia copiapina Phil.
410. Euphorbia corallioides L.
411. Euphorbia cordatella Oudejans
412. Euphorbia cordeiroae P.Carrillo & V.W.Steinm.
413. Euphorbia cordifolia Elliott
414. Euphorbia cornastra (Dressler) Radcl.-Sm.
415. Euphorbia corneliae Bruyns
416. Euphorbia corniculata R.A.Dyer
417. Euphorbia cornigera Boiss.
418. Euphorbia corollata L.
419. Euphorbia correllii M.C.Johnst.
420. Euphorbia correntina Parodi
421. Euphorbia corrigioloides Boiss.
422. Euphorbia corsica Req.
423. Euphorbia cossoniana Boiss.
424. Euphorbia cotinifolia L.
425. Euphorbia cowellii (Millsp. ex Britton) Oudejans
426. Euphorbia cozumelensis Millsp.
427. Euphorbia craspedia Boiss.
428. Euphorbia crassimarginata Halford & W.K.Harris
429. Euphorbia crassinodis Urb.
430. Euphorbia crassipes Marloth
431. Euphorbia creberrima McVaugh
432. Euphorbia cremersii Rauh & Razaf.
433. Euphorbia crenata (N.E.Br.) Bruyns
434. Euphorbia crenulata Engelm.
435. Euphorbia crepitata L.C.Wheeler
436. Euphorbia crepuscula (L.C.Wheeler) Steinm. & Felger
437. Euphorbia cressoides M.C.Johnst.
438. Euphorbia crispa (Haw.) Sweet
439. Euphorbia cristata B.Heyne ex Roth
440. Euphorbia crossadenia Pax & K.Hoffm.
441. Euphorbia crotonoides Boiss.
442. Euphorbia cruentata Graham
443. Euphorbia crypta Ewest
444. Euphorbia cryptocaulis M.G.Gilbert
445. Euphorbia cryptorubra N.C.Taylor & M.Terry
446. Euphorbia cryptospinosa P.R.O.Bally
447. Euphorbia ×csatoi (Simonk.) Borza
448. Euphorbia cubensis Boiss.
449. Euphorbia cuchumatanensis Standl. & Steyerm.
450. Euphorbia culminicola Ant.Molina
451. Euphorbia cumbrae Boiss.
452. Euphorbia cumulata R.A.Dyer
453. Euphorbia cumulicola (Small) Oudejans
454. Euphorbia cuneata Vahl
455. Euphorbia cuneifolia Guss.
456. Euphorbia cuneneana L.C.Leach
457. Euphorbia cuphosperma (Engelm.) Boiss.
458. Euphorbia cupricola (Malaisse & Lecron) Bruyns
459. Euphorbia cuprispina S.Carter
460. Euphorbia cupularis Boiss.
461. Euphorbia curtisii Engelm.
462. Euphorbia ×curvirama R.A.Dyer
463. Euphorbia cuspidata Bertol.
464. Euphorbia cussonioides P.R.O.Bally
465. Euphorbia cyanofolia Ewest
466. Euphorbia cylindrica Marloth ex A.C.White, R.A.Dyer & B.Sloane
467. Euphorbia cylindrifolia Marn.-Lap. & Rauh
468. Euphorbia cymbifera (Schltdl.) V.W.Steinm.
469. Euphorbia cymbiformis Rusby
470. Euphorbia cymosa Poir.
471. Euphorbia cyparissias L., uskolisna mlječika
472. Euphorbia cyparissioides Pax
473. Euphorbia cyri V.W.Steinm.
474. Euphorbia cyrtophylla (Prokh.) Prokh.
475. Euphorbia czerepanovii Geltman
476. Euphorbia daghestanica Geltman
477. Euphorbia dahurica Peschkova
478. Euphorbia dalettiensis M.G.Gilbert
479. Euphorbia dallachyana Baill.
480. Euphorbia damarana L.C.Leach
481. Euphorbia damasoi Oudejans
482. Euphorbia darbandensis N.E.Br.
483. Euphorbia dasyacantha S.Carter
484. Euphorbia dauana S.Carter
485. Euphorbia davidii Subils
486. Euphorbia daviesii E.A.Bruce
487. Euphorbia davisii M.L.S.Khan
488. Euphorbia davyi N.E.Br.
489. Euphorbia dawei N.E.Br.
490. Euphorbia debilispina L.C.Leach
491. Euphorbia decaryi Guillaumin
492. Euphorbia deccanensis V.S.Raju
493. Euphorbia decepta N.E.Br.
494. Euphorbia decidua P.R.O.Bally & L.C.Leach
495. Euphorbia decliviticola L.C.Leach
496. Euphorbia decorsei Drake
497. Euphorbia dedzana L.C.Leach
498. Euphorbia deflexa Sm.
499. Euphorbia defoliata Urb.
500. Euphorbia degeneri Sherff
501. Euphorbia deightonii Croizat
502. Euphorbia dekindtii Pax
503. Euphorbia delicatissima S.Carter
504. Euphorbia delicatula Boiss.
505. Euphorbia delphinensis Ursch & Leandri
506. Euphorbia deltobracteata (Prokh.) Prokh.
507. Euphorbia deltoidea Engelm. ex Chapm.
508. Euphorbia demissa L.C.Leach
509. Euphorbia dendroides L., drvolika mlječika
510. Euphorbia denisiana Guillaumin
511. Euphorbia denisii Oudejans
512. Euphorbia densa Schrenk
513. Euphorbia densiflora (Klotzsch) Klotzsch
514. Euphorbia densispina S.Carter
515. Euphorbia densiuscula Popov
516. Euphorbia densiusculiformis (Pazij) Botsch.
517. Euphorbia dentata Michx.
518. Euphorbia denticulata Lam.
519. Euphorbia dentosa I.M.Johnst.
520. Euphorbia depauperata Hochst. ex A.Rich.
521. Euphorbia deppeana Boiss.
522. Euphorbia derickii V.W.Steinm.
523. Euphorbia descampsii (Pax) Bruyns
524. Euphorbia desmondii Keay & Milne-Redh.
525. Euphorbia dhofarensis S.Carter
526. Euphorbia diazlunana (J.Lomelí & Sahagun) V.W.Steinm.
527. Euphorbia dichroa S.Carter
528. Euphorbia didiereoides Denis ex Leandri
529. Euphorbia digestiva Rojas Acosta
530. Euphorbia dilloniana Haager & Šedivá
531. Euphorbia dilobadena S.Carter
532. Euphorbia dilunguensis (Malaisse & Lecron) Bruyns
533. Euphorbia diminuta S.Carter
534. Euphorbia dimorphocaulon P.H.Davis
535. Euphorbia dioeca Kunth
536. Euphorbia dioscoreoides Boiss.
537. Euphorbia discoidalis Chapm.
538. Euphorbia discoidea (P.R.O.Bally) Bruyns
539. Euphorbia discrepans S.Carter
540. Euphorbia dispersa L.C.Leach
541. Euphorbia dissitispina L.C.Leach
542. Euphorbia distinctissima L.C.Leach
543. Euphorbia diuretica Larrañaga
544. Euphorbia djimilensis Boiss.
545. Euphorbia dolichoceras S.Carter
546. Euphorbia doloensis M.G.Gilbert
547. Euphorbia dracunculoides Lam.
548. Euphorbia dregeana E.Mey. ex Boiss.
549. Euphorbia dressleri V.W.Steinm.
550. Euphorbia drummondii Boiss.
551. Euphorbia drupifera Thonn.
552. Euphorbia dubovikii Oudejans
553. Euphorbia duckei (Croizat) Oudejans
554. Euphorbia dugandiana Croizat
555. Euphorbia dulcis L., slatka mlječika
556. Euphorbia dumalis S.Carter
557. Euphorbia dumeticola P.R.O.Bally & S.Carter
558. Euphorbia dumosoides Bruyns
559. Euphorbia dunensis S.Carter
560. Euphorbia durandoi Chabert
561. Euphorbia duranii Ursch & Leandri
562. Euphorbia duriuscula Pax & K.Hoffm. ex Herzog
563. Euphorbia duseimata R.A.Dyer
564. Euphorbia dussii Krug & Urb. ex Duss
565. Euphorbia duvalii Lecoq & Lamotte
566. Euphorbia dwyeri D.G.Burch
567. Euphorbia eanophylla Croizat
568. Euphorbia ebracteolata Hayata
569. Euphorbia echinulata (Stapf) Bruyns
570. Euphorbia ecklonii (Klotzsch & Garcke) Baill.
571. Euphorbia ecorniculata Kitam.
572. Euphorbia edgeworthii Boiss.
573. Euphorbia edmondii Hochr.
574. Euphorbia eduardoi L.C.Leach
575. Euphorbia eendornensis Dinter
576. Euphorbia eggersii Urb.
577. Euphorbia eglandulosa V.W.Steinm.
578. Euphorbia eichleri Müll.Arg.
579. Euphorbia eilensis S.Carter
580. Euphorbia einensis G.Will.
581. Euphorbia elastica Jum.
582. Euphorbia eleanoriae (D.H.Lorence & W.L.Wagner) Govaerts
583. Euphorbia elegans Spreng.
584. Euphorbia elegantissima P.R.O.Bally & S.Carter
585. Euphorbia ellenbeckii Pax
586. Euphorbia ellipsifolia Gilli
587. Euphorbia elliptica Lam.
588. Euphorbia elodes Boiss.
589. Euphorbia elquiensis Phil.
590. Euphorbia elymaitica Bornm.
591. Euphorbia emetica Padilla
592. Euphorbia emirnensis Baker
593. Euphorbia engelmannii Boiss.
594. Euphorbia engleri Pax
595. Euphorbia enormis N.E.Br.
596. Euphorbia ensifolia Baker
597. Euphorbia ephedroides E.Mey. ex Boiss.
598. Euphorbia ephedromorpha Bartlett
599. Euphorbia epiphylloides Kurz
600. Euphorbia epithymoides L., višebojna mlječika
601. Euphorbia equisetiformis A.Stewart
602. Euphorbia eranthes R.A.Dyer & Milne-Redh.
603. Euphorbia eriantha Benth.
604. Euphorbia ericoides Lam.
605. Euphorbia erigavensis S.Carter
606. Euphorbia erinacea Boiss. & Kotschy
607. Euphorbia eriophora Boiss.
608. Euphorbia erlangeri Pax
609. Euphorbia ernestii N.E.Br.
610. Euphorbia erubescens Boiss.
611. Euphorbia erythradenia Boiss.
612. Euphorbia erythrina Link
613. Euphorbia erythrocephala P.R.O.Bally & Milne-Redh.
614. Euphorbia erythroclada Boiss.
615. Euphorbia erythrocucullata Mangelsdorff
616. Euphorbia erythrodon Boiss. & Heldr.
617. Euphorbia erythroxyloides Baker
618. Euphorbia esculenta Marloth
619. Euphorbia espinosa Pax
620. Euphorbia estevesii N.Zimm. & P.J.Braun
621. Euphorbia esula L.,  oštra mlječika
622. Euphorbia esuliformis S.Schauer
623. Euphorbia etuberculosa P.R.O.Bally & S.Carter
624. Euphorbia eugeniae Prokh.
625. Euphorbia euonymoclada Croizat
626. Euphorbia eustacei N.E.Br.
627. Euphorbia evansii Pax
628. Euphorbia excelsa A.C.White, R.A.Dyer & B.Sloane
629. Euphorbia excisa Urb. & Ekman
630. Euphorbia exigua L., mala mlječika
631. Euphorbia exilis L.C.Leach
632. Euphorbia exilispina S.Carter
633. Euphorbia exserta (Small) Coker
634. Euphorbia exstipulata Engelm.
635. Euphorbia eyassiana P.R.O.Bally & S.Carter
636. Euphorbia eylesii Rendle
637. Euphorbia falcata L., srpasta mlječika
638. Euphorbia famatamboay F.Friedmann & Cremers
639. Euphorbia fanshawei L.C.Leach
640. Euphorbia fascicaulis S.Carter
641. Euphorbia fasciculata Thunb.
642. Euphorbia faucicola L.C.Leach
643. Euphorbia fauriei H.Lév. & Vaniot
644. Euphorbia feddemae McVaugh
645. Euphorbia fendleri Torr. & A.Gray
646. Euphorbia ferdinandi Baill.
647. Euphorbia ferdowsiana Pahlevani
648. Euphorbia ferganensis B.Fedtsch.
649. Euphorbia ×fernandez-lopezii Molero & Rovira
650. Euphorbia ferox Marloth
651. Euphorbia fianarantsoae Ursch & Leandri
652. Euphorbia fiherenensis Poiss.
653. Euphorbia filicaulis Urb.
654. Euphorbia filiflora Marloth
655. Euphorbia filiformis (P.R.O.Bally) Bruyns
656. Euphorbia fimbriata Scop.
657. Euphorbia fimbrilligera Mart.
658. Euphorbia finkii (Boiss.) V.W.Steinm.
659. Euphorbia fischeri Pax
660. Euphorbia fischeriana Steud.
661. Euphorbia fissispina P.R.O.Bally & S.Carter
662. Euphorbia fistulosa M.L.S.Khan
663. Euphorbia fitzroyensis Halford & W.K.Harris
664. Euphorbia flanaganii N.E.Br.
665. Euphorbia flaviana Carn.-Torres & Cordeiro
666. Euphorbia flavicoma DC.
667. Euphorbia fleckii Pax
668. Euphorbia flindersica Halford & W.K.Harris
669. Euphorbia floribunda Engelm. ex Boiss.
670. Euphorbia florida Engelm.
671. Euphorbia floridana Chapm.
672. Euphorbia fluminis S.Carter
673. Euphorbia foliolosa Boiss.
674. Euphorbia foliosa (Klotzsch & Garcke) N.E.Br.
675. Euphorbia fontqueriana Greuter
676. Euphorbia forolensis L.E.Newton
677. Euphorbia forskaolii J.Gay
678. Euphorbia fortissima L.C.Leach
679. Euphorbia fortuita A.C.White, R.A.Dyer & B.Sloane
680. Euphorbia fosbergii (J.Florence) Govaerts
681. Euphorbia fractiflexa S.Carter & J.R.I.Wood
682. Euphorbia fragifera Jan, jagodasta mlječika
683. Euphorbia franchetii B.Fedtsch.
684. Euphorbia franckiana A.Berger
685. Euphorbia francoana Boiss.
686. Euphorbia frankii Lavranos
687. Euphorbia franksiae N.E.Br.
688. Euphorbia fraseri Boiss.
689. Euphorbia friedrichiae Dinter
690. Euphorbia friesii (N.E.Br.) Bruyns
691. Euphorbia friesiorum (A.Hässl.) S.Carter
692. Euphorbia fruticosa Forssk.
693. Euphorbia fruticulosa Engelm. ex Boiss.
694. Euphorbia fuentesii V.W.Steinm.
695. Euphorbia fulgens Karw. ex Klotzsch
696. Euphorbia furcata N.E.Br.
697. Euphorbia furcatifolia M.G.Gilbert
698. Euphorbia furcillata Kunth
699. Euphorbia fusca Marloth
700. Euphorbia fuscolanata Gilli
701. Euphorbia fusiformis Buch.-Ham. ex D.Don
702. Euphorbia fwambensis (N.E.Br.) Bruyns
703. Euphorbia gaditana Coss.
704. Euphorbia gaillardotii Boiss. & Blanche
705. Euphorbia galapageia B.L.Rob. & Greenm.
706. Euphorbia galgalana S.Carter
707. Euphorbia gamkensis Marx
708. Euphorbia gammaranoi G.Will.
709. Euphorbia garanbiensis Hayata
710. Euphorbia garberi Engelm. ex Chapm.
711. Euphorbia gariepina Boiss.
712. Euphorbia garkeana Boiss.
713. Euphorbia garuana N.E.Br.
714. Euphorbia gasparrinii Boiss.
715. Euphorbia gatbergensis N.E.Br.
716. Euphorbia gaubae (Soják) Radcl.-Sm.
717. Euphorbia gaudichaudii Boiss.
718. Euphorbia gaumeri Millsp.
719. Euphorbia ×gayeri Boros & Soó
720. Euphorbia gayi Salis
721. Euphorbia gebelica Brullo
722. Euphorbia gedrosiaca Rech.f., Aellen & Esfand.
723. Euphorbia geldorensis S.Carter
724. Euphorbia gemmea P.R.O.Bally & S.Carter
725. Euphorbia genistoides P.J.Bergius
726. Euphorbia genoudiana Ursch & Leandri
727. Euphorbia gentilis N.E.Br.
728. Euphorbia gentryi V.W.Steinm. & T.F.Daniel
729. Euphorbia georgiana Mayfield
730. Euphorbia germainii Phil.
731. Euphorbia geroldii Rauh
732. Euphorbia gerstneriana Bruyns
733. Euphorbia geyeri Engelm. & A.Gray
734. Euphorbia ×gibelliana Peola
735. Euphorbia giessii L.C.Leach
736. Euphorbia gigantea J.-P.Castillon
737. Euphorbia gilbertiana Bisseret & Specks
738. Euphorbia gillettii P.R.O.Bally & S.Carter
739. Euphorbia giumboensis A.Hässl.
740. Euphorbia glaberrima K.Koch
741. Euphorbia glabriflora Vis.
742. Euphorbia gladiata (P.R.O.Bally) Bruyns
743. Euphorbia glanduligera Pax
744. Euphorbia glareosa Pall. ex M.Bieb.
745. Euphorbia glauca G.Forst.
746. Euphorbia glaucophylla Poir.
747. Euphorbia globosa (Haw.) Sims
748. Euphorbia globulicaulis S.Carter
749. Euphorbia glochidiata Pax
750. Euphorbia glyptosperma Engelm.
751. Euphorbia godana Buddens., Lawant & Lavranos
752. Euphorbia gokakensis S.R.Yadav, Malpure & Chandore
753. Euphorbia ×goldei Prokh.
754. Euphorbia goliana Comm. ex Lam.
755. Euphorbia gollmeriana Klotzsch ex Boiss.
756. Euphorbia golondrina L.C.Wheeler
757. Euphorbia gorenflotii Mobayen
758. Euphorbia gorgonis A.Berger
759. Euphorbia gossypina Pax
760. Euphorbia gottlebei Rauh
761. Euphorbia goyazensis Boiss.
762. Euphorbia gracilicaulis L.C.Leach
763. Euphorbia graciliramea Pax
764. Euphorbia gracillima S.Watson
765. Euphorbia gradyi V.W.Steinm. & Ram.-Roa
766. Euphorbia graminea Jacq.
767. Euphorbia graminifolia Vill.
768. Euphorbia grammata (McVaugh) Oudejans
769. Euphorbia grandialata R.A.Dyer
770. Euphorbia grandicornis Blanc
771. Euphorbia grandidens Haw.
772. Euphorbia grandidieri Baill.
773. Euphorbia grandifolia Haw.
774. Euphorbia grandilobata Chiov.
775. Euphorbia graniticola L.C.Leach
776. Euphorbia grantii Oliv.
777. Euphorbia granulata Forssk.
778. Euphorbia greenwayi P.R.O.Bally & S.Carter
779. Euphorbia gregaria Marloth
780. Euphorbia gregersenii K.Malý ex Beck
781. Euphorbia greggii Engelm. ex Boiss.
782. Euphorbia gregoriensis Halford & W.K.Harris
783. Euphorbia greuteri N.Kilian, Kürschner & P.Hein
784. Euphorbia griffithii Hook.f.
785. Euphorbia grisea Engelm. ex Boiss.
786. Euphorbia griseola Pax
787. Euphorbia grisophylla M.L.S.Khan
788. Euphorbia groenewaldii R.A.Dyer
789. Euphorbia grosseri Pax
790. Euphorbia grossheimii (Prokh.) Prokh.
791. Euphorbia guachanca Azara
792. Euphorbia guadalajarana S.Watson
793. Euphorbia guanarensis Pittier
794. Euphorbia guaraniorum P.Carrillo & V.W.Steinm.
795. Euphorbia guatemalensis Standl. & Steyerm.
796. Euphorbia gueinzii Boiss.
797. Euphorbia guentheri (Pax) Bruyns
798. Euphorbia guerichiana Pax
799. Euphorbia guiengola W.R.Buck & Huft
800. Euphorbia guillauminiana Boiteau
801. Euphorbia guineensis Brot. ex N.E.Br.
802. Euphorbia gulestanica Podlech
803. Euphorbia gumaroi J.Meyrán
804. Euphorbia gummifera Boiss.
805. Euphorbia gundlachii Urb.
806. Euphorbia guntensis (Prokh.) Prokh.
807. Euphorbia guyoniana Boiss. & Reut.
808. Euphorbia gymnocalycioides M.G.Gilbert & S.Carter
809. Euphorbia gymnoclada Boiss.
810. Euphorbia gymnonota Urb.
811. Euphorbia gypsicola Rech.f. & Aellen
812. Euphorbia gypsophila S.Carter
813. Euphorbia hadramautica Baker
814. Euphorbia haeleeleana Herbst
815. Euphorbia haematantha Boiss.
816. Euphorbia haevermansii X.Aubriot & Lowry
817. Euphorbia hainanensis Croizat
818. Euphorbia hajhirensis Radcl.-Sm.
819. Euphorbia halemanui Sherff
820. Euphorbia halipedicola L.C.Leach
821. Euphorbia hallii R.A.Dyer
822. Euphorbia hamaderoensis A.G.Mill.
823. Euphorbia hamata (Haw.) Sweet
824. Euphorbia handeniensis S.Carter
825. Euphorbia handiensis Burchard
826. Euphorbia hararensis Pax
827. Euphorbia hassallii Halford & W.K.Harris
828. Euphorbia haussknechtii Boiss.
829. Euphorbia hebecarpa Boiss.
830. Euphorbia hedigeriana (Malaisse) Bruyns
831. Euphorbia hedyotoides N.E.Br.
832. Euphorbia heishuiensis W.T.Wang
833. Euphorbia heldreichii Orph. ex Boiss.
834. Euphorbia helenae Urb.
835. Euphorbia heleniana Thell. & Stapf
836. Euphorbia helioscopia L., kolovrta mlječika
837. Euphorbia helleri Millsp.
838. Euphorbia helwigii Urb. & Ekman
839. Euphorbia henricksonii M.C.Johnst.
840. Euphorbia hepatica Urb. & Ekman
841. Euphorbia heptagona L.
842. Euphorbia heptapotamica Golosk.
843. Euphorbia heraldiana (Millsp.) Oudejans
844. Euphorbia herbacea (Pax) Bruyns
845. Euphorbia herbstii (W.L.Wagner) Oudejans
846. Euphorbia herman-schwartzii Rauh
847. Euphorbia herniariifolia Willd.
848. Euphorbia herrei A.C.White, R.A.Dyer & B.Sloane
849. Euphorbia herteri Arechav.
850. Euphorbia heteradena Jaub. & Spach
851. Euphorbia heterochroma Pax
852. Euphorbia heterodoxa Müll.Arg.
853. Euphorbia heterophylla L.
854. Euphorbia heteropodum Pax
855. Euphorbia heterospina S.Carter
856. Euphorbia hexadenia Denis
857. Euphorbia hexagona Nutt. ex Spreng.
858. Euphorbia hexagonoides S.Watson
859. Euphorbia heyligersiana P.I.Forst.
860. Euphorbia heyneana Spreng.
861. Euphorbia hiernii (Croizat) Oudejans
862. Euphorbia hieroglyphica Coss. & Durieu ex Boiss.
863. Euphorbia hieronymi Subils
864. Euphorbia hierosolymitana Boiss.
865. Euphorbia hillebrandii H.Lév.
866. Euphorbia hindsiana Benth.
867. Euphorbia hinkleyorum I.M.Johnst.
868. Euphorbia hintonii L.C.Wheeler
869. Euphorbia hirsuta L. (nema hr. naziv))
870. Euphorbia hirta L.
871. Euphorbia hirtella Boiss.
872. Euphorbia hislopii  N.E.Br.
873. Euphorbia hispida Boiss.
874. Euphorbia hockii De Wild.
875. Euphorbia hoffmanniana (Klotzsch & Garcke) Boiss.
876. Euphorbia hofstaetteri Rauh
877. Euphorbia holmesiae Lavranos
878. Euphorbia holochlorina Rizzini
879. Euphorbia hondurana Standl. & L.O.Williams
880. Euphorbia hooveri L.C.Wheeler
881. Euphorbia hopetownensis Nel
882. Euphorbia hormorrhiza Radcl.-Sm.
883. Euphorbia horwoodii S.Carter & Lavranos
884. Euphorbia hottentota Marloth
885. Euphorbia hsinchuensis (S.C.Lin & S.M.Chaw) C.Y.Wu & J.S.Ma
886. Euphorbia hubertii Pax
887. Euphorbia humayensis Brandegee
888. Euphorbia humbertii Denis
889. Euphorbia humifusa Willd., polegnuta mlječika
890. Euphorbia humilis Ledeb.
891. Euphorbia humistrata Engelm. ex A.Gray
892. Euphorbia hunzikeri Subils
893. Euphorbia huttoniae N.E.Br.
894. Euphorbia hyberna L.
895. Euphorbia hylonoma Hand.-Mazz.
896. Euphorbia hypericifolia L.
897. Euphorbia hypogaea Marloth
898. Euphorbia hyrcana Grossh.
899. Euphorbia hyssopifolia L.
900. Euphorbia iancannellii Bruyns
901. Euphorbia iberica Boiss.
902. Euphorbia iharanae Rauh
903. Euphorbia illirica Lam., dlakava mlječika (sin. E. villosa)
904. Euphorbia iloitaii Powys & S.Carter
905. Euphorbia imitata N.E.Br.
906. Euphorbia immersa P.R.O.Bally & S.Carter
907. Euphorbia imparispina S.Carter
908. Euphorbia impressa Chiov.
909. Euphorbia inaequilatera Sond.
910. Euphorbia inaequispina N.E.Br.
911. Euphorbia inaguaensis Oudejans
912. Euphorbia inappendiculata Domin
913. Euphorbia inarticulata Schweinf.
914. Euphorbia incerta Brandegee
915. Euphorbia ×inconstantia R.A.Dyer
916. Euphorbia inculta P.R.O.Bally
917. Euphorbia inderiensis Less. ex Kar. & Kir.
918. Euphorbia indica Lam.
919. Euphorbia indistincta P.I.Forst.
920. Euphorbia indivisa (Engelm.) Tidestr.
921. Euphorbia indurescens L.C.Leach
922. Euphorbia inermis Mill.
923. Euphorbia infernidialis V.W.Steinm.
924. Euphorbia ingens E.Mey. ex Boiss.
925. Euphorbia ingenticapsa L.C.Leach
926. Euphorbia ×ingezalahiana Ursch & Leandri
927. Euphorbia innocua L.C.Wheeler
928. Euphorbia inornata N.E.Br.
929. Euphorbia insarmentosa P.G.Mey.
930. Euphorbia insulana Vell.
931. Euphorbia insularis Boiss.
932. Euphorbia intisy Drake
933. Euphorbia intricata S.Carter
934. Euphorbia inundata Torr. ex Chapm.
935. Euphorbia inundaticola L.C.Leach
936. Euphorbia invaginata Croizat
937. Euphorbia invenusta (N.E.Br.) Bruyns
938. Euphorbia ipecacuanhae L.
939. Euphorbia iranshahrii Pahlevani
940. Euphorbia irgisensis Litv.
941. Euphorbia isacantha Pax
942. Euphorbia isaloensis Drake
943. Euphorbia isatidifolia Lam.
944. Euphorbia isaurica M.L.S.Khan
945. Euphorbia itremensis Kimnach & Lavranos
946. Euphorbia ivanjohnstonii M.C.Johnst.
947. Euphorbia ixtlana Huft
948. Euphorbia ×jablonskiana Polatschek
949. Euphorbia jablonskii V.W.Steinm.
950. Euphorbia jacquemontii Boiss.
951. Euphorbia jaegeri V.W.Steinm. & J.M.André
952. Euphorbia jaliscensis B.L.Rob. & Greenm.
953. Euphorbia jamesonii Boiss.
954. Euphorbia jansenvillensis Nel
955. Euphorbia jatrophoides Pax
956. Euphorbia jejuna M.C.Johnst. & Warnock
957. Euphorbia jenisseiensis Baikov
958. Euphorbia jodhpurensis Blatt. & Hallb.
959. Euphorbia johannis S.Carter
960. Euphorbia johnstonii Mayfield
961. Euphorbia jolkinii Boiss.
962. Euphorbia josei Oudejans
963. Euphorbia joyae P.R.O.Bally & S.Carter
964. Euphorbia ×jubaeaphylla Svent.
965. Euphorbia jubata L.C.Leach
966. Euphorbia juttae Dinter
967. Euphorbia juvoklanti Pax
968. Euphorbia kabridarensis Thulin
969. Euphorbia kadapensis Sarojin. & R.R.V.Raju
970. Euphorbia kaessneri Pax
971. Euphorbia kalbaensis Baikov & I.V.Khan
972. Euphorbia kalisana S.Carter
973. Euphorbia kamerunica Pax
974. Euphorbia kamponii Rauh & Petignat
975. Euphorbia kanalensis Boiss.
976. Euphorbia kanaorica Boiss.
977. Euphorbia kansuensis Prokh.
978. Euphorbia kansui S.L.Liou ex S.B.Ho
979. Euphorbia kaokoensis (A.C.White, R.A.Dyer & B.Sloane) L.C.Leach
980. Euphorbia karibensis S.Carter
981. Euphorbia karroensis (Boiss.) N.E.Br.
982. Euphorbia katrajensis Gage
983. Euphorbia kavirensis Pahlevani
984. Euphorbia keithii R.A.Dyer
985. Euphorbia kelleri Pax
986. Euphorbia kerneri Huter ex A.Kern.
987. Euphorbia kerstingii Pax
988. Euphorbia khabrica Pahlevani
989. Euphorbia khandallensis Blatt. & Hallb.
990. Euphorbia khasyana Boiss.
991. Euphorbia khorasanica Saeidi & Ghayorm.
992. Euphorbia kilwana N.E.Br.
993. Euphorbia kimberleyana (G.Will.) Bruyns
994. Euphorbia kimberleyensis B.G.Thomson
995. Euphorbia kingdon-wardii Binojk. & N.P.Balakr.
996. Euphorbia kirimzjulica Stepanov
997. Euphorbia kiritensis P.R.O.Bally & S.Carter
998. Euphorbia kirkii (N.E.Br.) Bruyns
999. Euphorbia kischenensis Vierh.
1000. Euphorbia klotzschii Oudejans
1001. Euphorbia knobelii Letty
1002. Euphorbia knuthii Pax
1003. Euphorbia kondoi Rauh & Razaf.
1004. Euphorbia kopetdaghi (Prokh.) Prokh.
1005. Euphorbia korshinskyi Geltman
1006. Euphorbia kotschyana Fenzl
1007. Euphorbia kouandenensis Beille ex A.Chev.
1008. Euphorbia kozlovii Prokh.
1009. Euphorbia kraussiana Bernh.
1010. Euphorbia kudrjaschevii (Pazij) Prokh.
1011. Euphorbia kundelunguensis (Malaisse) Bruyns
1012. Euphorbia kuriensis Vierh.
1013. Euphorbia kurtzii Subils
1014. Euphorbia kuwaleana O.Deg. & Sherff
1015. Euphorbia labatii Rauh & Bard.-Vauc.
1016. Euphorbia lacei Craib
1017. Euphorbia lacera Boiss.
1018. Euphorbia laciniata Panigrahi
1019. Euphorbia laciniloba Halford & W.K.Harris
1020. Euphorbia lactea Haw.
1021. Euphorbia lactiflua Phil.
1022. Euphorbia laevigata Lam.
1023. Euphorbia lagascae Spreng.
1024. Euphorbia lagunensis Huft
1025. Euphorbia lagunillarum Croizat
1026. Euphorbia laikipiensis S.Carter
1027. Euphorbia lamarckii Sweet
1028. Euphorbia lamprocarpa (Prokh.) Prokh.
1029. Euphorbia lancifolia Schltdl.
1030. Euphorbia laredana Millsp.
1031. Euphorbia larica Boiss.
1032. Euphorbia larranagae Oudejans
1033. Euphorbia lasiocarpa Klotzsch
1034. Euphorbia lata Engelm.
1035. Euphorbia latericolor Brandegee
1036. Euphorbia lateriflora Schumach.
1037. Euphorbia lathyris L., unakrsnolisna mlječika
1038. Euphorbia latifolia Ledeb.
1039. Euphorbia laurifolia Juss. ex Lam.
1040. Euphorbia lavicola S.Carter
1041. Euphorbia lavrani L.C.Leach
1042. Euphorbia lawsonii Binojk. & Dwarakan
1043. Euphorbia leachii Lawant & van Veldh.
1044. Euphorbia leandriana Boiteau
1045. Euphorbia lecheoides Millsp.
1046. Euphorbia ledebourii Boiss.
1047. Euphorbia ledermanniana Pax & K.Hoffm.
1048. Euphorbia ledienii A.Berger
1049. Euphorbia leistneri R.H.Archer
1050. Euphorbia lemesiana Hadjik., Hand, Christodoulou & Frajman
1051. Euphorbia lenensis Baikov
1052. Euphorbia lenewtonii S.Carter
1053. Euphorbia leonardii (D.G.Burch) Radcl.-Sm.
1054. Euphorbia leontopoda S.Carter
1055. Euphorbia leptocaula Boiss.
1056. Euphorbia leptoclada Balf.f.
1057. Euphorbia letestuana (Denis) Bruyns
1058. Euphorbia letestui J.Raynal
1059. Euphorbia letouzeyana (Malaisse) Bruyns
1060. Euphorbia leucantha (Klotzsch & Garcke) Boiss.
1061. Euphorbia leucocephala Lotsy
1062. Euphorbia leucochlamys Chiov.
1063. Euphorbia leuconeura Boiss.
1064. Euphorbia leucophylla Benth.
1065. Euphorbia lignosa Marloth
1066. Euphorbia limaensis Oudejans
1067. Euphorbia limpopoana L.C.Leach ex S.Carter
1068. Euphorbia lindenii (S.Carter) Bruyns
1069. Euphorbia linearibracteata L.C.Leach
1070. Euphorbia lineata S.Watson
1071. Euphorbia lingiana C.Shih
1072. Euphorbia linguiformis McVaugh
1073. Euphorbia lioui C.Y.Wu & S.J.Ma
1074. Euphorbia lipskyi (Prokh.) Prokh.
1075. Euphorbia lissosperma S.Carter
1076. Euphorbia litticola Halford & W.K.Harris
1077. Euphorbia liukiuensis Hayata
1078. Euphorbia livida E.Mey. ex Boiss.
1079. Euphorbia lividiflora L.C.Leach
1080. Euphorbia loandensis N.E.Br.
1081. Euphorbia lomelii V.W.Steinm.
1082. Euphorbia ×lomi Rauh
1083. Euphorbia longecornuta S.Watson
1084. Euphorbia longetuberculosa Hochst. ex Boiss.
1085. Euphorbia longicruris Scheele
1086. Euphorbia longinsulicola S.R.Hill
1087. Euphorbia longispina Chiov.
1088. Euphorbia longistyla Boiss.
1089. Euphorbia longitubicinicyathium J.-P.Castillon & J.-B.Castillon
1090. Euphorbia lophiosperma S.Carter
1091. Euphorbia lophogona Lam.
1092. Euphorbia lorentzii Müll.Arg.
1093. Euphorbia loricata Lam.
1094. Euphorbia lottiae V.W.Steinm.
1095. Euphorbia louwii L.C.Leach
1096. Euphorbia luapulana L.C.Leach
1097. Euphorbia lucida Waldst. & Kit.,  sjajna mlječika
1098. Euphorbia lucii-smithii B.L.Rob. & Greenm.
1099. Euphorbia lucorum Rupr.
1100. Euphorbia lugardiae (N.E.Br.) Bruyns
1101. Euphorbia lukoseana S.Carter
1102. Euphorbia lumbricalis L.C.Leach
1103. Euphorbia lundelliana Croizat
1104. Euphorbia lupatensis N.E.Br.
1105. Euphorbia lurida Engelm.
1106. Euphorbia luteoviridis D.G.Long
1107. Euphorbia lutosa S.Carter
1108. Euphorbia lutulenta (Croizat) Oudejans
1109. Euphorbia luzoniensis Merr.
1110. Euphorbia lycioides Boiss.
1111. Euphorbia lydenburgensis Schweick. & Letty
1112. Euphorbia macdonaldii Halford & W.K.Harris
1113. Euphorbia machrisiae Steyerm.
1114. Euphorbia ×macinensis Prodan
1115. Euphorbia maconochieana B.G.Thomson
1116. Euphorbia macra Hiern
1117. Euphorbia macraulonia Phil.
1118. Euphorbia macrocarpa Boiss. & Buhse
1119. Euphorbia macroceras Fisch. & C.A.Mey.
1120. Euphorbia macroclada Boiss.
1121. Euphorbia macroglypha Lem.
1122. Euphorbia macrophylla Pax
1123. Euphorbia macropodoides B.L.Rob. & Greenm.
1124. Euphorbia macropus (Klotzsch & Garcke) Boiss.
1125. Euphorbia macrorhiza Ledeb.
1126. Euphorbia maculata L., pjegava mlječika
1127. Euphorbia macvaughii Carvajal & Lomelí
1128. Euphorbia maddenii Boiss.
1129. Euphorbia madinahensis Fayed & Al-Zahrani
1130. Euphorbia mafingensis (Hargr.) Bruyns
1131. Euphorbia magdalenae Benth.
1132. Euphorbia magnicapsula S.Carter
1133. Euphorbia magnifica (E.A.Bruce) Bruyns
1134. Euphorbia mahabobokensis Rauh
1135. Euphorbia mahafalensis Denis
1136. Euphorbia mainty (Poiss.) Denis ex Leandri
1137. Euphorbia major (Pax) Bruyns
1138. Euphorbia makallensis S.Carter
1139. Euphorbia makinoi Hayata
1140. Euphorbia maleolens E.Phillips
1141. Euphorbia malevola L.C.Leach
1142. Euphorbia malleata Boiss.
1143. Euphorbia malurensis Rech.f.
1144. Euphorbia malvana Maire
1145. Euphorbia mamfwensis (Malaisse & Lecron) Bruyns
1146. Euphorbia mammillaris L.
1147. Euphorbia mandravioky Leandri
1148. Euphorbia mangelsdorffii Rauh
1149. Euphorbia mangokyensis Denis
1150. Euphorbia maoershanensis F.N.Wei & J.S.Ma
1151. Euphorbia marayensis Subils
1152. Euphorbia maresii Knoche
1153. Euphorbia margalidiana Kuhbier & Lewej.
1154. Euphorbia margaretae S.Carter
1155. Euphorbia marginata Pursh (nema hr. naziva)
1156. Euphorbia marie-cladieae Rzepecky
1157. Euphorbia maritae Rauh
1158. Euphorbia marlothiana N.E.Br.
1159. Euphorbia marotsipoyana Rebmann
1160. Euphorbia ×marreroi Molero & Rovira
1161. Euphorbia marrupana Bruyns
1162. Euphorbia marsabitensis S.Carter
1163. Euphorbia marschalliana Boiss.
1164. Euphorbia martinae Rauh
1165. Euphorbia ×martini Rouy
1166. Euphorbia maryrichardsiae G.Will.
1167. Euphorbia matabelensis Pax
1168. Euphorbia matritensis Boiss.
1169. Euphorbia mauritanica L.
1170. Euphorbia mayfieldii V.W.Steinm.
1171. Euphorbia maysillesii McVaugh
1172. Euphorbia mazandaranica Pahlevani
1173. Euphorbia mazicum Emb. & Maire
1174. Euphorbia mcvaughiana M.C.Johnst.
1175. Euphorbia medicaginea Boiss.
1176. Euphorbia meenae S.Carter
1177. Euphorbia megalatlantica Ball
1178. Euphorbia megalocarpa Rech.f.
1179. Euphorbia meganaesos Featherm.
1180. Euphorbia melanadenia Torr. & A.Gray
1181. Euphorbia melanocarpa Boiss.
1182. Euphorbia melanohydrata Nel
1183. Euphorbia melicae Ewest
1184. Euphorbia melitensis Parl.
1185. Euphorbia mellifera Aiton
1186. Euphorbia meloformis Aiton
1187. Euphorbia memoralis R.A.Dyer
1188. Euphorbia mendezii Boiss.
1189. Euphorbia mercurialina Michx.
1190. Euphorbia meridensis Pittier
1191. Euphorbia meridionalis P.R.O.Bally & S.Carter
1192. Euphorbia mertonii Fosberg
1193. Euphorbia mesembryanthemifolia Jacq.
1194. Euphorbia meuleniana O.Schwartz
1195. Euphorbia meuselii Geltman
1196. Euphorbia mexiae Standl.
1197. Euphorbia meyeniana Klotzsch
1198. Euphorbia meyeriana Galushko
1199. Euphorbia michaelii Thulin
1200. Euphorbia micracantha Boiss.
1201. Euphorbia micractina Boiss.
1202. Euphorbia microcarpa (Prokh.) Krylov
1203. Euphorbia micromera Boiss.
1204. Euphorbia microsciadia Boiss.
1205. Euphorbia microsphaera Boiss.
1206. Euphorbia migiurtinorum Chiov.
1207. Euphorbia milii Des Moul.
1208. Euphorbia millotii Ursch & Leandri
1209. Euphorbia millspaughii V.W.Steinm. & P.E.Berry
1210. Euphorbia minbuensis Gage
1211. Euphorbia minuscula Bruyns
1212. Euphorbia minuta Loscos & J.Pardo
1213. Euphorbia minutula Boiss.
1214. Euphorbia mirzakhaniana Pahlevani
1215. Euphorbia miscella L.C.Leach
1216. Euphorbia misella S.Watson
1217. Euphorbia misera Benth.
1218. Euphorbia missurica Raf.
1219. Euphorbia mitchelliana Boiss.
1220. Euphorbia mitriformis P.R.O.Bally & S.Carter
1221. Euphorbia mlanjeana L.C.Leach
1222. Euphorbia momccoyae Lavranos
1223. Euphorbia monacantha Pax
1224. Euphorbia monadenioides M.G.Gilbert
1225. Euphorbia monantha C.Wright ex Boiss.
1226. Euphorbia mongolica (Prokh.) Prokh.
1227. Euphorbia monocyathium (Prokh.) Prokh.
1228. Euphorbia monostyla Prokh.
1229. Euphorbia monteiroi Hook.f.
1230. Euphorbia montenegrina (Bald.) K.Malý
1231. Euphorbia montereyana Millsp.
1232. Euphorbia moratii Rauh
1233. Euphorbia mosaica P.R.O.Bally & S.Carter
1234. Euphorbia mossambicensis (Klotzsch & Garcke) Boiss.
1235. Euphorbia mossamedensis N.E.Br.
1236. Euphorbia mtolohensis Lodé
1237. Euphorbia mucronulata (Prokh.) Pavlov
1238. Euphorbia muelleri Boiss.
1239. Euphorbia muirii N.E.Br.
1240. Euphorbia multiceps A.Berger
1241. Euphorbia multiclava P.R.O.Bally & S.Carter
1242. Euphorbia multifaria Halford & W.K.Harris
1243. Euphorbia multifida N.E.Br.
1244. Euphorbia multifolia A.C.White, R.A.Dyer & B.Sloane
1245. Euphorbia multiformis Gaudich. ex Hook. & Arn.
1246. Euphorbia multinodis Urb.
1247. Euphorbia multiramosa Nel
1248. Euphorbia multiseta Benth.
1249. Euphorbia mundii N.E.Br.
1250. Euphorbia munizii Borhidi
1251. Euphorbia muraltioides N.E.Br.
1252. Euphorbia muricata Thunb.
1253. Euphorbia murielii N.E.Br.
1254. Euphorbia muscicola Fernald
1255. Euphorbia musilii Velen.
1256. Euphorbia mwinilungensis L.C.Leach
1257. Euphorbia myrioclada S.Carter
1258. Euphorbia myrsinites L., mrčasta mlječika
1259. Euphorbia myrtillifolia L.
1260. Euphorbia myrtoides Boiss.
1261. Euphorbia nadiae Houyelle
1262. Euphorbia nagleri (Klotzsch & Garcke) Boiss.
1263. Euphorbia namaquensis N.E.Br.
1264. Euphorbia namibensis Marloth
1265. Euphorbia namuliensis Bruyns
1266. Euphorbia namuskluftensis L.C.Leach
1267. Euphorbia nana Royle
1268. Euphorbia natalensis Bernh.
1269. Euphorbia ×navae Svent.
1270. Euphorbia nayarensis V.W.Steinm.
1271. Euphorbia negromontana N.E.Br.
1272. Euphorbia neilmulleri M.C.Johnst.
1273. Euphorbia neoangolensis Bruyns
1274. Euphorbia neoarborescens Bruyns
1275. Euphorbia neobosseri Rauh
1276. Euphorbia neocaledonica Boiss.
1277. Euphorbia neocapitata Bruyns
1278. Euphorbia neochamaeclada Bruyns
1279. Euphorbia neococcinea Bruyns
1280. Euphorbia neocrispa Bruyns
1281. Euphorbia neocymosa Bruyns
1282. Euphorbia neoelliotii J.-P.Castillon & J.-B.Castillon
1283. Euphorbia neogillettii Bruyns
1284. Euphorbia neoglabrata Bruyns
1285. Euphorbia neoglaucescens Bruyns
1286. Euphorbia neogoetzei Bruyns
1287. Euphorbia neogossweileri Bruyns
1288. Euphorbia neogracilis Bruyns
1289. Euphorbia neohalipedicola Bruyns
1290. Euphorbia neohumbertii Boiteau
1291. Euphorbia neokaessneri Bruyns
1292. Euphorbia neomontana Bruyns
1293. Euphorbia neoparviflora Bruyns
1294. Euphorbia neopedunculata Bruyns
1295. Euphorbia neopolycnemoides Pax & K.Hoffm.
1296. Euphorbia neoreflexa Bruyns
1297. Euphorbia neorubella Bruyns
1298. Euphorbia neostolonifera Bruyns
1299. Euphorbia neovirgata Bruyns
1300. Euphorbia nephradenia Barneby
1301. Euphorbia nereidum Jahand. & Maire
1302. Euphorbia neriifolia L.
1303. Euphorbia nesemannii R.A.Dyer
1304. Euphorbia nesomii Mayfield
1305. Euphorbia nevadensis Boiss. & Reut.
1306. Euphorbia nicaeensis All., nicejska mlječika
1307. Euphorbia nicholasii Oudejans
1308. Euphorbia nigrispina N.E.Br.
1309. Euphorbia nigrispinoides M.G.Gilbert
1310. Euphorbia nivulia Buch.-Ham.
1311. Euphorbia nocens (L.C.Wheeler) V.W.Steinm.
1312. Euphorbia nodosa Houtt.
1313. Euphorbia nogalensis (A.Hässl.) S.Carter
1314. Euphorbia norfolkiana Boiss.
1315. Euphorbia normannii Schmalh. ex Lipsky
1316. Euphorbia notoptera Boiss.
1317. Euphorbia noxia Pax
1318. Euphorbia nubica N.E.Br.
1319. Euphorbia nubigena L.C.Leach
1320. Euphorbia nuda Velen.
1321. Euphorbia nudicaulis Perr.
1322. Euphorbia nummularia Hook.f.
1323. Euphorbia nurae P.Fraga & Rosselló
1324. Euphorbia nusbaumeri X.Aubriot & Lowry
1325. Euphorbia nutans Lag., njišuća mlječika
1326. Euphorbia ×nyaradyana Prodan
1327. Euphorbia nyassae Pax
1328. Euphorbia nyikae Pax ex Engl.
1329. Euphorbia oatesii Rolfe
1330. Euphorbia oaxacana B.L.Rob. & Greenm.
1331. Euphorbia obconica Bojer ex N.E.Br.
1332. Euphorbia obcordata Balf.f.
1333. Euphorbia obesa Hook.f.
1334. Euphorbia obliqua F.A.Bauer ex Endl.
1335. Euphorbia oblongata Griseb.
1336. Euphorbia oblongifolia (K.Koch) K.Koch
1337. Euphorbia obovata Decne.
1338. Euphorbia occidentaustralica Radcl.-Sm. & Govaerts
1339. Euphorbia ocellata Durand & Hilg.
1340. Euphorbia ocymoidea L.
1341. Euphorbia odontophora S.Carter
1342. Euphorbia oerstediana (Klotzsch & Garcke) Boiss.
1343. Euphorbia officinalis Forssk.
1344. Euphorbia officinarum L.
1345. Euphorbia ogadenensis P.R.O.Bally & S.Carter
1346. Euphorbia ohiva Swanepoel
1347. Euphorbia oidorrhiza Pojark.
1348. Euphorbia oligoclada L.C.Leach
1349. Euphorbia olowaluana Sherff
1350. Euphorbia omariana M.G.Gilbert
1351. Euphorbia operta Halford & W.K.Harris
1352. Euphorbia ophiolitica (P.I.Forst.) Ya Yang
1353. Euphorbia ophthalmica Pers.
1354. Euphorbia oppositifolia McVaugh
1355. Euphorbia opuntioides Welw. ex Hiern
1356. Euphorbia oranensis (Croizat) Subils
1357. Euphorbia orbiculata Kunth
1358. Euphorbia orbiculifolia S.Carter
1359. Euphorbia orbifolia (Alain) Oudejans
1360. Euphorbia orientalis L.
1361. Euphorbia origanoides L.
1362. Euphorbia orizabae Boiss.
1363. Euphorbia orjeni Beck
1364. Euphorbia orobanchoides (P.R.O.Bally) Bruyns
1365. Euphorbia orphanidis Boiss.
1366. Euphorbia orthoclada Baker
1367. Euphorbia oryctis Dinter
1368. Euphorbia osyridea Boiss.
1369. Euphorbia osyridiformis Parsa
1370. Euphorbia otavibergensis Bruyns
1371. Euphorbia otjingandu Swanepoel
1372. Euphorbia otjipembana L.C.Leach
1373. Euphorbia ouachitana Mayfield
1374. Euphorbia ovalleana Phil.
1375. Euphorbia oxycoccoides Boiss.
1376. Euphorbia oxyodonta Boiss.
1377. Euphorbia oxyphylla Boiss.
1378. Euphorbia oxystegia Boiss.
1379. Euphorbia pachyclada S.Carter
1380. Euphorbia pachypodioides Boiteau
1381. Euphorbia pachyrrhiza Kar. & Kir.
1382. Euphorbia pachysantha Baill.
1383. Euphorbia paganorum A.Chev.
1384. Euphorbia pallens Dillwyn
1385. Euphorbia palustris L., močvarna mlječika
1386. Euphorbia pamirica (Prokh.) Prokh.
1387. Euphorbia pampeana Speg.
1388. Euphorbia pancheri Baill.
1389. Euphorbia paniculata Desf.
1390. Euphorbia panjutinii Grossh.
1391. Euphorbia pannonica Host
1392. Euphorbia pantomalaca Standl. & Steyerm.
1393. Euphorbia papilionum S.Carter
1394. Euphorbia papillaris (Boiss.) Raffaelli & Ricceri
1395. Euphorbia papillata Halford & W.K.Harris
1396. Euphorbia papillifolia Halford & W.K.Harris
1397. Euphorbia papillosa A.St.-Hil.
1398. Euphorbia papillosicapsa L.C.Leach
1399. Euphorbia ×paradoxa (Schur) Simonk.
1400. Euphorbia paralias L., obalna mlječika
1401. Euphorbia paranensis Dusén
1402. Euphorbia parciflora Urb.
1403. Euphorbia parciramulosa Schweinf.
1404. Euphorbia paredonensis (Millsp.) Oudejans
1405. Euphorbia parifolia N.E.Br.
1406. Euphorbia parishii Greene
1407. Euphorbia parkeri Binojk. & N.P.Balakr.
1408. Euphorbia parodii Oudejans
1409. Euphorbia parryi Engelm.
1410. Euphorbia parva N.E.Br.
1411. Euphorbia parvicaruncula D.C.Hassall
1412. Euphorbia parviceps L.C.Leach
1413. Euphorbia parvicyathophora Rauh
1414. Euphorbia parviflora L.
1415. Euphorbia parvula Delile
1416. Euphorbia patentispina S.Carter
1417. Euphorbia patula Mill.
1418. Euphorbia pauciradiata Blatt.
1419. Euphorbia paulianii Ursch & Leandri
1420. Euphorbia pedemontana L.C.Leach
1421. Euphorbia pedersenii Subils
1422. Euphorbia pediculifera Engelm.
1423. Euphorbia pedilanthoides Denis
1424. Euphorbia pedroi Molero & Rovira
1425. Euphorbia peganoides Boiss.
1426. Euphorbia ×peisonis Rech.f.
1427. Euphorbia pekinensis Rupr.
1428. Euphorbia pellegrinii Leandri
1429. Euphorbia peltata Roxb.
1430. Euphorbia peninsularis I.M.Johnst.
1431. Euphorbia pentadactyla Griseb.
1432. Euphorbia pentagona Haw.
1433. Euphorbia pentlandii Boiss.
1434. Euphorbia pentops Marloth ex A.C.White, R.A.Dyer & B.Sloane
1435. Euphorbia peperomioides Boiss.
1436. Euphorbia peplidion Engelm.
1437. Euphorbia peplis L., primorska mlječika
1438. Euphorbia peplus L.
1439. Euphorbia perangusta R.A.Dyer
1440. Euphorbia perangustifolia S.Carter
1441. Euphorbia perarmata S.Carter
1442. Euphorbia perbracteata Gage
1443. Euphorbia perennans (Shinners) Warnock & M.C.Johnst.
1444. Euphorbia pereskiifolia Houllet ex Baill.
1445. Euphorbia perfoliata Scheutz
1446. Euphorbia pergamena Small
1447. Euphorbia pergracilis P.G.Mey.
1448. Euphorbia peritropoides (Millsp.) V.W.Steinm.
1449. Euphorbia perlignea McVaugh
1450. Euphorbia perplexa L.C.Leach
1451. Euphorbia perrieri Drake
1452. Euphorbia persistentifolia L.C.Leach
1453. Euphorbia personata (Croizat) V.W.Steinm.
1454. Euphorbia peruviana L.C.Wheeler
1455. Euphorbia pervilleana Baill.
1456. Euphorbia pervittata S.Carter
1457. Euphorbia pestalozzae Boiss.
1458. Euphorbia petala Ewart & L.R.Kerr
1459. Euphorbia petiolaris Sims
1460. Euphorbia petiolata Banks & Sol.
1461. Euphorbia petitiana A.Rich.
1462. Euphorbia petraea S.Carter
1463. Euphorbia petricola P.R.O.Bally & S.Carter
1464. Euphorbia petrina S.Watson
1465. Euphorbia petrophila C.A.Mey.
1466. Euphorbia ×petterssonii Svent.
1467. Euphorbia philippiana (Klotzsch & Garcke) Boiss.
1468. Euphorbia phillipsiae N.E.Br.
1469. Euphorbia phillipsioides S.Carter
1470. Euphorbia philochalix Halford & W.K.Harris
1471. Euphorbia phosphorea Mart.
1472. Euphorbia phylloclada Boiss.
1473. Euphorbia phymatosperma Boiss.
1474. Euphorbia physocaulos Mouterde
1475. Euphorbia physoclada Boiss.
1476. Euphorbia picachensis Brandegee
1477. Euphorbia piceoides Thulin
1478. Euphorbia pillansii N.E.Br.
1479. Euphorbia pilosa L.
1480. Euphorbia pilosissima S.Carter
1481. Euphorbia pinea L., borova mlječika
1482. Euphorbia pinetorum (Small) G.L.Webster
1483. Euphorbia pinkavana M.C.Johnst.
1484. Euphorbia pionosperma V.W.Steinm. & Felger
1485. Euphorbia pirottae A.Terracc.
1486. Euphorbia piscatoria Aiton
1487. Euphorbia piscidermis M.G.Gilbert
1488. Euphorbia pisidica Hub.-Mor. & M.S.Khan
1489. Euphorbia pisima Bruyns
1490. Euphorbia pithyusa L.
1491. Euphorbia plagiantha Drake
1492. Euphorbia planiticola D.C.Hassall
1493. Euphorbia platycephala Pax
1494. Euphorbia platyphyllos L., širokolisna mlječika
1495. Euphorbia platypoda Pax
1496. Euphorbia platyrrhiza L.C.Leach
1497. Euphorbia platysperma Engelm.
1498. Euphorbia plebeia Boiss.
1499. Euphorbia plenispina S.Carter
1500. Euphorbia plumerioides Teijsm. ex Hassk.
1501. Euphorbia podadenia Boiss.
1502. Euphorbia podocarpifolia Urb.
1503. Euphorbia poecilophylla (Prokh.) Prokh.
1504. Euphorbia poeppigii Boiss.
1505. Euphorbia poissonii Pax
1506. Euphorbia polyacantha Boiss.
1507. Euphorbia polyantha Pax
1508. Euphorbia polycarpa Benth.
1509. Euphorbia polycaulis Boiss. & Hohen.
1510. Euphorbia polycephala Marloth
1511. Euphorbia polycnemoides Hochst. ex Boiss.
1512. Euphorbia polygalifolia Boiss. & Reut.
1513. Euphorbia polygona Haw.
1514. Euphorbia polygonifolia L.
1515. Euphorbia polyphylla Engelm. ex Holz.
1516. Euphorbia ponderosa S.Carter
1517. Euphorbia pondii Millsp.
1518. Euphorbia ×popovii Rotschild
1519. Euphorbia porcata Halford & W.K.Harris
1520. Euphorbia porphyrantha Phil.
1521. Euphorbia porteriana (Small) Oudejans
1522. Euphorbia portlandica L.
1523. Euphorbia portucasadiana (Croizat) Subils
1524. Euphorbia portulacoides L.
1525. Euphorbia potaninii Prokh.
1526. Euphorbia potentilloides Boiss.
1527. Euphorbia potosina Fernald
1528. Euphorbia primulifolia Baker
1529. Euphorbia proballyana L.C.Leach
1530. Euphorbia procera M.Bieb.
1531. Euphorbia ×procopianii Savul. & Rayss
1532. Euphorbia proctorii (D.G.Burch) Correll
1533. Euphorbia procumbens Mill.
1534. Euphorbia prolifera Buch.-Ham. ex D.Don
1535. Euphorbia promecocarpa Davis
1536. Euphorbia prona S.Carter
1537. Euphorbia prostrata Aiton, polegla mlječika
1538. Euphorbia psammogeton P.S.Green
1539. Euphorbia psammophila Ule
1540. Euphorbia pseudoapios Maire & Weiller
1541. Euphorbia pseudoburuana P.R.O.Bally & S.Carter
1542. Euphorbia pseudocactus A.Berger
1543. Euphorbia pseudocontorta Bruyns
1544. Euphorbia ×pseudoesula Schur
1545. Euphorbia pseudofulva Miranda
1546. Euphorbia pseudoglobosa Marloth
1547. Euphorbia pseudograntii Pax
1548. Euphorbia pseudohirsuta Bruyns
1549. Euphorbia pseudolaevis Bruyns
1550. Euphorbia ×pseudolucida Schur
1551. Euphorbia pseudomollis Bruyns
1552. Euphorbia pseudonudicaulis Bruyns
1553. Euphorbia pseudopetiolata Bruyns
1554. Euphorbia pseudoracemosa (P.R.O.Bally) Bruyns
1555. Euphorbia pseudosikkimensis (Hurus. & Yu.Tanaka) Radcl.-Sm.
1556. Euphorbia pseudosimplex Bruyns
1557. Euphorbia pseudostellata Bruyns
1558. Euphorbia pseudotrinervis Bruyns
1559. Euphorbia pseudotuberosa Pax
1560. Euphorbia ×pseudovillosa Prodan
1561. Euphorbia pseudovolkensii Bruyns
1562. Euphorbia psilosperma Halford & W.K.Harris
1563. Euphorbia pteroclada L.C.Leach
1564. Euphorbia pterococca Brot.
1565. Euphorbia pteroneura A.Berger
1566. Euphorbia pubentissima Michx.
1567. Euphorbia pubescenticocca (Christenh.) Christenh.
1568. Euphorbia pubicaulis S.Moore
1569. Euphorbia pubiglans N.E.Br.
1570. Euphorbia pudibunda (P.R.O.Bally) Bruyns
1571. Euphorbia pueblensis Brandegee
1572. Euphorbia pulcherrima Willd. ex Klotzsch
1573. Euphorbia pulvinata Marloth
1574. Euphorbia pumicicola Huft
1575. Euphorbia punctata Delile
1576. Euphorbia punctulata Andersson
1577. Euphorbia punicea Sw.
1578. Euphorbia purpurea (Raf.) Fernald
1579. Euphorbia pycnostegia Boiss.
1580. Euphorbia pyrenaica Jord.
1581. Euphorbia pyrifolia Lam.
1582. Euphorbia qarad Deflers
1583. Euphorbia quadrangularis Pax
1584. Euphorbia quadrata Nel
1585. Euphorbia quadrialata Pax
1586. Euphorbia quadrilatera L.C.Leach
1587. Euphorbia quadrispina S.Carter
1588. Euphorbia quaitensis S.Carter
1589. Euphorbia quinquecostata Volkens
1590. Euphorbia quitensis Boiss.
1591. Euphorbia racemosa E.Mey. ex Boiss.
1592. Euphorbia radians Benth.
1593. Euphorbia radiifera L.C.Leach
1594. Euphorbia radioloides Boiss.
1595. Euphorbia radyeri Bruyns
1596. Euphorbia ramena Buddens. & Razaf.
1597. Euphorbia ramiglans N.E.Br.
1598. Euphorbia ramipressa Croizat
1599. Euphorbia ramofraga Denis & Humbert ex Leandri
1600. Euphorbia ramosa Seaton
1601. Euphorbia ramulosa L.C.Leach
1602. Euphorbia randrianijohanyi Haevermans & Labat
1603. Euphorbia rangovalensis Leandri
1604. Euphorbia raphanorrhiza (Millsp.) J.F.Macbr.
1605. Euphorbia raphilippii Oudejans
1606. Euphorbia rapulum Kar. & Kir.
1607. Euphorbia rauhii Haevermans & Labat
1608. Euphorbia rayturneri V.W.Steinm. & Jercinovic
1609. Euphorbia razafinjohanyi Ursch & Leandri
1610. Euphorbia reclinata P.R.O.Bally & S.Carter
1611. Euphorbia reconciliationis Radcl.-Sm.
1612. Euphorbia recurva Hook.f.
1613. Euphorbia regis-jubae J.Gay
1614. Euphorbia reineckei Pax
1615. Euphorbia remyi A.Gray ex Boiss.
1616. Euphorbia reniformis Blume
1617. Euphorbia renneyi (S.Carter) Bruyns
1618. Euphorbia repanda (Haw.) Sweet
1619. Euphorbia repetita Hochst. ex A.Rich.
1620. Euphorbia reptans P.R.O.Bally & S.Carter
1621. Euphorbia resinifera O.Berg
1622. Euphorbia restiacea Benth.
1623. Euphorbia restituta N.E.Br.
1624. Euphorbia restricta R.A.Dyer
1625. Euphorbia retrospina Rauh & Gerold
1626. Euphorbia retusa Forssk.
1627. Euphorbia reuteriana Boiss.
1628. Euphorbia revoluta Engelm.
1629. Euphorbia rhabdodes Boiss.
1630. Euphorbia rhabdotosperma Radcl.-Sm.
1631. Euphorbia rhizophora (P.R.O.Bally) Bruyns
1632. Euphorbia rhombifolia Boiss.
1633. Euphorbia rhytidosperma Boiss. & Balansa
1634. Euphorbia rhytisperma (Klotzsch & Garcke) Boiss.
1635. Euphorbia richardsiae L.C.Leach
1636. Euphorbia ridleyi Croizat
1637. Euphorbia riebeckii Pax
1638. Euphorbia rigida M.Bieb., kruta mlječika
1639. Euphorbia riinae V.W.Steinm.
1640. Euphorbia rimarum Coss. & Balansa
1641. Euphorbia rimireptans Swanepoel, R.W.Becker & Alma Möller
1642. Euphorbia ritchiei (P.R.O.Bally) Bruyns
1643. Euphorbia rivae Pax
1644. Euphorbia robecchii Pax
1645. Euphorbia robivelonae Rauh
1646. Euphorbia rochaensis (Croizat) Alonso Paz & Marchesi
1647. Euphorbia rockii C.N.Forbes
1648. Euphorbia roemeriana Scheele
1649. Euphorbia rohlenae Velen.
1650. Euphorbia roschanica (Ikonn.) Czerep.
1651. Euphorbia rosea Retz.
1652. Euphorbia rosescens E.L.Bridges & Orzell
1653. Euphorbia rossiana Pax
1654. Euphorbia rossii Rauh & Buchloh
1655. Euphorbia rosularis Fed.
1656. Euphorbia rothiana Spreng.
1657. Euphorbia rothrockii (Millsp.) Oudejans
1658. Euphorbia rowlandii R.A.Dyer
1659. Euphorbia royleana Boiss.
1660. Euphorbia rubella Pax
1661. Euphorbia rubriflora N.E.Br.
1662. Euphorbia rubriseminalis S.Carter ex Boulos
1663. Euphorbia rubrispinosa S.Carter
1664. Euphorbia rubromarginata L.E.Newton
1665. Euphorbia rubrostriata Drake
1666. Euphorbia rudis N.E.Br.
1667. Euphorbia ruficeps S.Carter
1668. Euphorbia rugosiflora L.C.Leach
1669. Euphorbia ruiziana (Klotzsch & Garcke) Boiss.
1670. Euphorbia ruizlealii Subils
1671. Euphorbia rupestris Ledeb.
1672. Euphorbia ruscifolia (Boiss.) N.E.Br.
1673. Euphorbia rutilis (Millsp.) Standl. & Steyerm.
1674. Euphorbia rzedowskii McVaugh
1675. Euphorbia sabulicola Boiss.
1676. Euphorbia saccharata Boiss.
1677. Euphorbia sachetiana (J.Florence) Govaerts
1678. Euphorbia sahendi Bornm.
1679. Euphorbia salicifolia Host, vrbolika mlječika
1680. Euphorbia salota Leandri
1681. Euphorbia salsicola S.Carter
1682. Euphorbia salsuginosa (McVaugh) Radcl.-Sm. & Govaerts
1683. Euphorbia samburuensis P.R.O.Bally & S.Carter
1684. Euphorbia sanctae-catharinae Fayed
1685. Euphorbia sanmartensis Rusby
1686. Euphorbia santapaui A.N.Henry
1687. Euphorbia sapinii De Wild.
1688. Euphorbia saratoi Ardoino
1689. Euphorbia sarawschanica Regel
1690. Euphorbia sarcoceras O.L.M.Silva & Cordeiro
1691. Euphorbia sarcodes Boiss.
1692. Euphorbia sarcostemmoides J.H.Willis
1693. Euphorbia sareciana M.G.Gilbert
1694. Euphorbia sareptana A.K.Becker
1695. Euphorbia sarmentosa Welw. ex Pax
1696. Euphorbia saudiarabica Fayed & Al-Zahrani
1697. Euphorbia saurica Baikov
1698. Euphorbia saxatilis Jacq.
1699. Euphorbia saxicola Radcl.-Sm.
1700. Euphorbia saxorum P.R.O.Bally & S.Carter
1701. Euphorbia scabrifolia Kurz
1702. Euphorbia scandens Kunth
1703. Euphorbia scarlatina S.Carter
1704. Euphorbia scatorhiza S.Carter
1705. Euphorbia schaijesii (Malaisse) Bruyns
1706. Euphorbia scheffleri Pax
1707. Euphorbia schickendantzii Hieron.
1708. Euphorbia schiedeana (Klotzsch & Garcke) Mayfield ex C.Nelson
1709. Euphorbia schimperi C.Presl
1710. Euphorbia schimperiana Scheele
1711. Euphorbia schinzii Pax
1712. Euphorbia schizacantha Pax
1713. Euphorbia schizolepis F.Muell. ex Boiss.
1714. Euphorbia schizoloba Engelm.
1715. Euphorbia schlechtendalii Boiss.
1716. Euphorbia schlechteri Pax
1717. Euphorbia schmitzii L.C.Leach
1718. Euphorbia schoenlandii Pax
1719. Euphorbia schottiana Boiss.
1720. Euphorbia schubei Pax
1721. Euphorbia schugnanica B.Fedtsch.
1722. Euphorbia schultzii Benth.
1723. Euphorbia schumannii Radcl.-Sm.
1724. Euphorbia schweinfurthii Balf.f.
1725. Euphorbia sciadophila Boiss.
1726. Euphorbia scitula L.C.Leach
1727. Euphorbia sclerocyathium Korovin & Popov
1728. Euphorbia sclerophylla Boiss.
1729. Euphorbia scopulorum Brandegee
1730. Euphorbia scordiifolia Jacq.
1731. Euphorbia scripta Sommier & Levier
1732. Euphorbia scutiformis V.W.Steinm. & P.E.Berry
1733. Euphorbia scyphadena S.Carter
1734. Euphorbia sebastinei Binojk. & N.P.Balakr.
1735. Euphorbia sebsebei M.G.Gilbert
1736. Euphorbia segetalis L., usjevna mlječika
1737. Euphorbia segoviensis Boiss.
1738. Euphorbia seguieriana Neck.,  stepska mlječika
1739. Euphorbia seibanica Lavranos & Gifri
1740. Euphorbia sekukuniensis R.A.Dyer
1741. Euphorbia seleri Donn.Sm.
1742. Euphorbia selloi (Klotzsch & Garcke) Boiss.
1743. Euphorbia selousiana S.Carter
1744. Euphorbia semiperfoliata Viv.
1745. Euphorbia semivillosa (Prokh.) Krylov
1746. Euphorbia semperflorens L.C.Leach
1747. Euphorbia sendaica Makino
1748. Euphorbia senguptae N.P.Balakr. & Subr.
1749. Euphorbia senilis Standl. & Steyerm.
1750. Euphorbia sennii Chiov.
1751. Euphorbia sepium N.E.Br.
1752. Euphorbia septentrionalis P.R.O.Bally & S.Carter
1753. Euphorbia sepulta P.R.O.Bally & S.Carter
1754. Euphorbia serendipita L.E.Newton
1755. Euphorbia seretii De Wild.
1756. Euphorbia serpens Kunth
1757. Euphorbia serpentini Novák
1758. Euphorbia serpillifolia Pers.
1759. Euphorbia serrata L.
1760. Euphorbia serratifolia S.Carter
1761. Euphorbia serrula Engelm.
1762. Euphorbia seshachalamensis K.Prasad & Prasanna
1763. Euphorbia sessei Oudejans
1764. Euphorbia sessiliflora Roxb.
1765. Euphorbia sessilifolia Klotzsch ex Boiss.
1766. Euphorbia setiloba Engelm. ex Torr.
1767. Euphorbia setispina S.Carter
1768. Euphorbia setosa (Boiss.) Müll.Arg.
1769. Euphorbia sewerzowii (Prokh.) Pavlov
1770. Euphorbia sharkoensis Baill.
1771. Euphorbia sharmae U.C.Bhattach.
1772. Euphorbia shebeliensis (M.G.Gilbert) Bruyns
1773. Euphorbia shehbaziana S.Y.Hama & S.A.Ahmad
1774. Euphorbia sieboldiana C.Morren & Decne.
1775. Euphorbia sikkimensis Boiss.
1776. Euphorbia silenifolia (Haw.) Sweet
1777. Euphorbia similiramea S.Carter
1778. Euphorbia simulans (L.C.Wheeler) Warnock & M.C.Johnst.
1779. Euphorbia sinaloensis Brandegee
1780. Euphorbia sinclairiana Benth.
1781. Euphorbia sintenisii Boiss. ex Freyn
1782. Euphorbia sipolisii N.E.Br.
1783. Euphorbia skottsbergii Sherff
1784. Euphorbia smirnovii Geltman
1785. Euphorbia smithii S.Carter
1786. Euphorbia socotrana Balf.f.
1787. Euphorbia sogdiana Popov
1788. Euphorbia sojakii (Chrtek & Krísa) Dubovik
1789. Euphorbia somalensis Pax
1790. Euphorbia ×somboriensis Prodan
1791. Euphorbia songweana S.Carter
1792. Euphorbia soobyi McVaugh
1793. Euphorbia ×sooi T.Simon
1794. Euphorbia soongarica Boiss.
1795. Euphorbia sororia Schrenk
1796. Euphorbia ×souliei Sennen
1797. Euphorbia sparrmanni Boiss.
1798. Euphorbia sparsiflora A.Heller
1799. Euphorbia spartaria N.E.Br.
1800. Euphorbia spartiformis Mobayen
1801. Euphorbia spathulata Lam.
1802. Euphorbia speciosa L.C.Leach
1803. Euphorbia specksii Rauh
1804. Euphorbia spectabilis (S.Carter) Bruyns
1805. Euphorbia spellenbergiana Mayfield & V.W.Steinm.
1806. Euphorbia sphaerorhiza Benth.
1807. Euphorbia spinea N.E.Br.
1808. Euphorbia spinicapsula Rauh & Petignat
1809. Euphorbia spinidens Bornm. ex Prokh.
1810. Euphorbia spinosa L., trnovita mlječika
1811. Euphorbia spinulosa (S.Carter) Bruyns
1812. Euphorbia spiralis Balf.f.
1813. Euphorbia spissa Thulin
1814. Euphorbia spissiflora S.Carter
1815. Euphorbia splendens Bojer ex Hook.
1816. Euphorbia spruceana Boiss.
1817. Euphorbia squamigera Loisel.
1818. Euphorbia squamosa Willd.
1819. Euphorbia squarrosa Haw.
1820. Euphorbia standleyi (Millsp.) Oudejans
1821. Euphorbia stapelioides Boiss.
1822. Euphorbia stapfii A.Berger
1823. Euphorbia steelpoortensis Bruyns
1824. Euphorbia stellata Willd.
1825. Euphorbia stellispina Haw.
1826. Euphorbia ×stenocalli Croizat
1827. Euphorbia stenocaulis Bruyns
1828. Euphorbia stenoclada Baill.
1829. Euphorbia stenophylla (Klotzsch & Garcke) Boiss.
1830. Euphorbia stepposa Zoz ex Prokh.
1831. Euphorbia stevenii F.M.Bailey
1832. Euphorbia stictospora Engelm.
1833. Euphorbia stoddartii Fosberg
1834. Euphorbia stolonifera Marloth ex A.C.White, R.A.Dyer & B.Sloane
1835. Euphorbia stracheyi Boiss.
1836. Euphorbia strangulata N.E.Br.
1837. Euphorbia striata Thunb.
1838. Euphorbia stricta L., uska mlječika (sin. E. serrulata)
1839. Euphorbia strictior Holz.
1840. Euphorbia strigosa Hook. & Arn.
1841. Euphorbia stygiana H.C.Watson
1842. Euphorbia subamplexicaulis Kar. & Kir.
1843. Euphorbia subapoda Baill.
1844. Euphorbia subcordata Ledeb.
1845. Euphorbia subhastata Vis. & Pancic
1846. Euphorbia submamillaris (A.Berger) A.Berger
1847. Euphorbia suborbicularis Thulin
1848. Euphorbia subpeltata S.Watson
1849. Euphorbia subpeltatophylla Rauh
1850. Euphorbia subsalsa Hiern
1851. Euphorbia subscandens P.R.O.Bally & S.Carter
1852. Euphorbia subterminalis N.E.Br.
1853. Euphorbia subtrifoliata Rusby
1854. Euphorbia succedanea L.C.Wheeler
1855. Euphorbia succulenta (Schweick.) Bruyns
1856. Euphorbia sudanica A.Chev.
1857. Euphorbia suffulta Bruyns
1858. Euphorbia sulcata Lens ex Loisel., brazdasta mlječika
1859. Euphorbia sulphurea Pahlevani
1860. Euphorbia sultan-hassei Strid, B.Bentzer, Bothmer, Engstrand & M.A.Gust.
1861. Euphorbia sumati S.Carter
1862. Euphorbia sumbawensis Boiss.
1863. Euphorbia suppressa Marx
1864. Euphorbia susan-holmesiae Binojk. & Gopalan
1865. Euphorbia susannae Marloth
1866. Euphorbia suzannae-marnierae Rauh & Petignat
1867. Euphorbia symmetrica A.C.White, R.A.Dyer & B.Sloane
1868. Euphorbia syncalycina Bruyns
1869. Euphorbia syncameronii Bruyns
1870. Euphorbia systyla Edgew.
1871. Euphorbia systyloides Pax
1872. Euphorbia szovitsii Fisch. & C.A.Mey.
1873. Euphorbia taboraensis A.Hässl.
1874. Euphorbia tacnensis Phil.
1875. Euphorbia taifensis Fayed & Al-Zahrani
1876. Euphorbia taihsiensis (Chaw & Koutnik) Oudejans
1877. Euphorbia talaina Radcl.-Sm.
1878. Euphorbia talassica Lazkov & Sennikov
1879. Euphorbia talastavica (Prokh.) Prokh.
1880. Euphorbia taluticola Wiggins
1881. Euphorbia tamanduana Boiss.
1882. Euphorbia tamaulipasana (Millsp.) Oudejans
1883. Euphorbia tanaensis P.R.O.Bally & S.Carter
1884. Euphorbia tannensis Biehler
1885. Euphorbia tanquahuete Sessé & Moc.
1886. Euphorbia tarapacana Phil.
1887. Euphorbia tardieuana Leandri
1888. Euphorbia taruensis S.Carter
1889. Euphorbia tauricola Prokh.
1890. Euphorbia taurinensis All., turinska mlječika, grčka mlječika
1891. Euphorbia tavoyensis N.P.Balakr.
1892. Euphorbia teheranica Boiss.
1893. Euphorbia tehuacana (Brandegee) V.W.Steinm.
1894. Euphorbia teixeirae L.C.Leach
1895. Euphorbia teke Schweinf. ex Pax
1896. Euphorbia telephioides Chapm.
1897. Euphorbia tellieri A.Chev.
1898. Euphorbia tenax Burch.
1899. Euphorbia tenebrosa N.E.Br.
1900. Euphorbia tenuirama Schweinf. ex A.Berger
1901. Euphorbia tenuispinosa Gilli
1902. Euphorbia teres M.Machado & Hofacker
1903. Euphorbia terracina L., teracinska mlječika
1904. Euphorbia tescorum S.Carter
1905. Euphorbia teskensuensis Orazova
1906. Euphorbia tessmannii Mansf.
1907. Euphorbia tetracantha Rendle
1908. Euphorbia tetracanthoides Pax
1909. Euphorbia tetragona Haw.
1910. Euphorbia tetrangularis Hurbath & Cordeiro
1911. Euphorbia tetrapora Engelm.
1912. Euphorbia tetraptera Baker
1913. Euphorbia tettensis Klotzsch
1914. Euphorbia texana Boiss.
1915. Euphorbia thelephora Halford & W.K.Harris
1916. Euphorbia theriaca L.C.Wheeler
1917. Euphorbia thinophila Phil.
1918. Euphorbia tholicola L.C.Leach
1919. Euphorbia thompsonii Holmboe
1920. Euphorbia thomsoniana Boiss.
1921. Euphorbia thouarsiana Baill.
1922. Euphorbia thulinii S.Carter
1923. Euphorbia thymifolia L.
1924. Euphorbia thyrsoidea Boiss.
1925. Euphorbia tibetica Boiss.
1926. Euphorbia tinianensis Hosok.
1927. Euphorbia tirucalli L.
1928. Euphorbia tisserantii A.Chev. & Sillans
1929. Euphorbia tithymaloides L.
1930. Euphorbia togakusensis Hayata
1931. Euphorbia tomentella Engelm. ex Boiss.
1932. Euphorbia tomentulosa S.Watson
1933. Euphorbia tommasiniana Bertol.
1934. Euphorbia tongchuanensis C.Y.Wu & J.S.Ma
1935. Euphorbia torralbasii Urb.
1936. Euphorbia torrei (L.C.Leach) Bruyns
1937. Euphorbia torta Pax & K.Hoffm.
1938. Euphorbia tortilis Rottler ex Ainslie
1939. Euphorbia tortirama R.A.Dyer
1940. Euphorbia tortistyla N.E.Br.
1941. Euphorbia trachysperma Engelm.
1942. Euphorbia trancapatae (Croizat) J.F.Macbr.
1943. Euphorbia transoxana (Prokh.) Prokh.
1944. Euphorbia transtagana Boiss.
1945. Euphorbia transvaalensis Schltr.
1946. Euphorbia tresmariae (Millsp.) Standl.
1947. Euphorbia triaculeata Forssk.
1948. Euphorbia trialata (Huft) V.W.Steinm.
1949. Euphorbia triangolensis Bruyns
1950. Euphorbia triangularis Desf. ex A.Berger
1951. Euphorbia trichadenia Pax
1952. Euphorbia trichiocyma S.Carter
1953. Euphorbia trichocardia L.B.Sm.
1954. Euphorbia trichophylla Baker
1955. Euphorbia trichotoma Kunth
1956. Euphorbia tricolor Greenm.
1957. Euphorbia tridentata Lam.
1958. Euphorbia triflora Schott, Nyman & Kotschy, trocvjetna mlječika
1959. Euphorbia trigona Mill.
1960. Euphorbia trigonosperma Halford & W.K.Harris
1961. Euphorbia triodonta (Prokh.) Prokh.
1962. Euphorbia tripartita S.Carter
1963. Euphorbia triphylla (Klotzsch & Garcke) Oudejans
1964. Euphorbia tshuiensis (Prokh.) Serg. ex Krylov
1965. Euphorbia tubadenia Mayfield ex Ya Yang
1966. Euphorbia tuberculata Jacq.
1967. Euphorbia tuberculatoides N.E.Br.
1968. Euphorbia tuberifera N.E.Br.
1969. Euphorbia tuberosa L.
1970. Euphorbia tubiglans Marloth ex R.A.Dyer
1971. Euphorbia tuckeyana Steud. ex Webb
1972. Euphorbia tuerckheimii Urb.
1973. Euphorbia tulearensis (Rauh) Rauh
1974. Euphorbia tumbaensis De Wild.
1975. Euphorbia tumistyla (D.G.Burch) Radcl.-Sm.
1976. Euphorbia turbiniformis Chiov.
1977. Euphorbia turczaninowii Kar. & Kir.
1978. Euphorbia turkanensis S.Carter
1979. Euphorbia turkestanica Regel
1980. Euphorbia turpinii Boiss.
1981. Euphorbia ugandensis Pax & K.Hoffm.
1982. Euphorbia uhligiana Pax
1983. Euphorbia uliginosa Welw. ex Boiss.
1984. Euphorbia umbellata (Pax) Bruyns
1985. Euphorbia umbelliformis (Urb. & Ekman) V.W.Steinm. & P.E.Berry
1986. Euphorbia umbellulata Engelm. ex Boiss.
1987. Euphorbia umbonata S.Carter
1988. Euphorbia umbrosa Bertero ex Spreng.
1989. Euphorbia umfoloziensis Peckover
1990. Euphorbia undulata M.Bieb.
1991. Euphorbia undulatifolia Janse
1992. Euphorbia unicornis R.A.Dyer
1993. Euphorbia ×uniflora Raf.
1994. Euphorbia uniglans M.G.Gilbert
1995. Euphorbia unispina N.E.Br.
1996. Euphorbia uralensis Fisch. ex Link
1997. Euphorbia urceolophora Parodi
1998. Euphorbia usambarica Pax
1999. Euphorbia uzmuk S.Carter & J.R.I.Wood
2000. Euphorbia vaccaria Baill.
2001. Euphorbia vaginulata Griseb.
2002. Euphorbia vajravelui Binojk. & N.P.Balakr.
2003. Euphorbia valdevillosocarpa Arvat & Nyár.
2004. Euphorbia valerianifolia Lam.
2005. Euphorbia valeryae J.-P.Castillon
2006. Euphorbia vallaris L.C.Leach
2007. Euphorbia vallis-mortae (Millsp.) J.T.Howell
2008. Euphorbia vandermerwei R.A.Dyer
2009. Euphorbia variabilis Ces.
2010. Euphorbia varians Haw.
2011. Euphorbia vauthieriana Boiss.
2012. Euphorbia velleriflora (Klotzsch & Garcke) Boiss.
2013. Euphorbia velligera S.Schauer
2014. Euphorbia venefica Trémaux ex Kotschy
2015. Euphorbia veneris M.L.S.Khan
2016. Euphorbia venkatarajui Sarojin.
2017. Euphorbia venteri L.C.Leach ex R.H.Archer & S.Carter
2018. Euphorbia verapazensis Standl. & Steyerm.
2019. Euphorbia vermiculata Raf.
2020. Euphorbia verna Phil.
2021. Euphorbia verrucitesta Halford & W.K.Harris
2022. Euphorbia verrucosa L., bradavičasta mlječika
2023. Euphorbia verruculosa N.E.Br.
2024. Euphorbia versicolores G.Will.
2025. Euphorbia vervoorstii Subils
2026. Euphorbia vestita Boiss.
2027. Euphorbia vezorum Leandri
2028. Euphorbia viatilis Ule
2029. Euphorbia vicina Halford & W.K.Harris
2030. Euphorbia victoriensis Halford & W.K.Harris
2031. Euphorbia viduiflora L.C.Leach
2032. Euphorbia viguieri Denis
2033. Euphorbia ×vilafamensis Pérez Dacosta
2034. Euphorbia villifera Scheele
2035. Euphorbia viminea Hook.f.
2036. Euphorbia violacea Greenm.
2037. Euphorbia virgata Waldst. & Kit., šibasta mlječika
2038. Euphorbia viridis (Klotzsch & Garcke) Boiss.
2039. Euphorbia viridula Cordem. ex Radcl.-Sm.
2040. Euphorbia virosa Willd.
2041. Euphorbia viscoides Boiss.
2042. Euphorbia vittata S.Carter
2043. Euphorbia vizcainensis Maya-Lastra & V.W.Steinm.
2044. Euphorbia vulcanorum S.Carter
2045. Euphorbia ×wagneri Soó
2046. Euphorbia wakefieldii N.E.Br.
2047. Euphorbia wallichii Hook.f.
2048. Euphorbia waringiae Rauh & Gerold
2049. Euphorbia watanabei Makino
2050. Euphorbia waterbergensis R.A.Dyer
2051. Euphorbia weberbaueri Mansf.
2052. Euphorbia wellbyi N.E.Br.
2053. Euphorbia wheeleri Baill.
2054. Euphorbia whellanii L.C.Leach
2055. Euphorbia whitei L.C.Wheeler
2056. Euphorbia whyteana Baker f.
2057. Euphorbia wildii L.C.Leach
2058. Euphorbia williamsonii L.C.Leach
2059. Euphorbia willowmorensis Bruyns
2060. Euphorbia ×wimmeriana J.Wagner
2061. Euphorbia wittmannii Boiss.
2062. Euphorbia woodii N.E.Br.
2063. Euphorbia wrightii Torr. & A.Gray
2064. Euphorbia xalapensis Kunth
2065. Euphorbia xanthadenia Denis
2066. Euphorbia xanti Engelm. ex Boiss.
2067. Euphorbia xbacensis Millsp.
2068. Euphorbia xianxialingensis F.Y.Zhang, W.Y.Xie & Z.H.Chen
2069. Euphorbia xylacantha Pax
2070. Euphorbia xylophylloides Brongn. ex Lem.
2071. Euphorbia xylopoda Greenm.
2072. Euphorbia yanjinensis W.T.Wang
2073. Euphorbia yaquiana Tidestr.
2074. Euphorbia yaroslavii Poljakov
2075. Euphorbia yattana (P.R.O.Bally) Bruyns
2076. Euphorbia yemenica Boiss.
2077. Euphorbia yildirimlii Dinç
2078. Euphorbia yucatanensis (Millsp.) Standl.
2079. Euphorbia zakamenae Leandri
2080. Euphorbia zambesiana Benth.
2081. Euphorbia zamudioi V.W.Steinm. & P.Carrillo
2082. Euphorbia zeylana N.E.Br.
2083. Euphorbia ×zhiguliensis (Prokh.) Prokh.
2084. Euphorbia ziaratensis Pahlevani
2085. Euphorbia zierioides Boiss.
2086. Euphorbia zonosperma Müll.Arg.
2087. Euphorbia zoutpansbergensis R.A.Dyer